# Complotul prafului de pușcă
Complotul prafului de pușcă din 1605, adesea denumit în secolele anterioare complotul de trădare cu praf de pușcă sau Trădarea Iezuită, a fost o tentativă de asasinat împotriva regelui Iacob I al Angliei și al VI-lea al Scoției de către un grup de catolici englezi provinciali conduși de Robert Catesby.
Planul era să arunce în aer Camera Lorzilor în timpul deschiderii lucrărilor Parlamentului Angliei la 5/15 noiembrie 1605, ca preludiu pentru o revoltă populară în Midlands în urma căreia  fiica de nouă ani a lui Iacob, prințesa Elisabeta, urma să fie pusă pe tron ca șef de stat catolic. Este posibil ca Catesby să se fi lansat în acest plan după ce speranțele de a asigura toleranță religioasă din partea regelui Iacob s-au redus, dezamăgind numeroși catolici englezi. Ceilalți participanți la complot au fost John Wright, Thomas Wintour, Thomas Percy, Guy Fawkes, Robert Keyes, Thomas Bates, Robert Wintour, Christopher Wright, John Grant, Ambrose Rookwood, Sir Everard Digby și Francis Tresham. Fawkes, care avea 10 ani de experiență militară de luptă în Țările de Jos Spaniole în suprimarea Revoltei Olandeze, a primit sarcina de a se ocupa de explozibili.
Complotul a fost dezvăluit autorităților printr-o scrisoare anonimă trimisă lui William Parker, al IV-lea baron Monteagle, la 26 octombrie 1605. În timpul unei percheziții a Camerei Lorzilor efectuată în preajma miezului nopții de 4 noiembrie 1605, Fawkes a fost descoperit păzind 36 de butoaie de praf de pușcă—suficient pentru a distruge complet Camera Lorzilor—și arestat. Majoritatea conspiratorilor au fugit din Londra după ce au aflat de descoperirea complotului, încercând să-și asigure susținere pe drum. Câțiva au opus rezistență șerifului de Worcester și oamenilor lui în Casa Holbeche; în lupta care a urmat, mai mulți dintre conspiratori, printre care și Catesby, au fost împușcați și uciși. În procesul lor de pe 27 ianuarie 1606, opt dintre supraviețuitori, inclusiv Fawkes, au fost condamnați la a fi spânzurați, târâți și sfârtecați în patru.
Detalii despre tentativa de asasinat ar fi fost cunoscute de către principalul iezuit al Angliei, părintele Henry Garnet. Deși a fost judecat pentru trădare și condamnat la moarte, nu se știe cât de multe știa despre complot. Oricât ar fi știut, întrucât existența lui i-a fost dezvăluită prin spovedanie, Garnet nu a putut informa autoritățile din cauza confidențialității absolute a spovezii. Deși imediat după descoperirea complotului au fost introduse legi anticatolice, mulți catolici importanți și credincioși și-au păstrat funcțiile înalte timpul domniei regelui Iacob I. Zădărnicirea complotului prafului de pușcă a fost comemorată timp de mulți ani după aceea, prin predici speciale și alte evenimente publice, cum ar fi bătutul clopotelor bisericilor, obiceiuri care au evoluat în sărbătoarea cu focuri de tabără de astăzi.

## Context

### Religia în Anglia

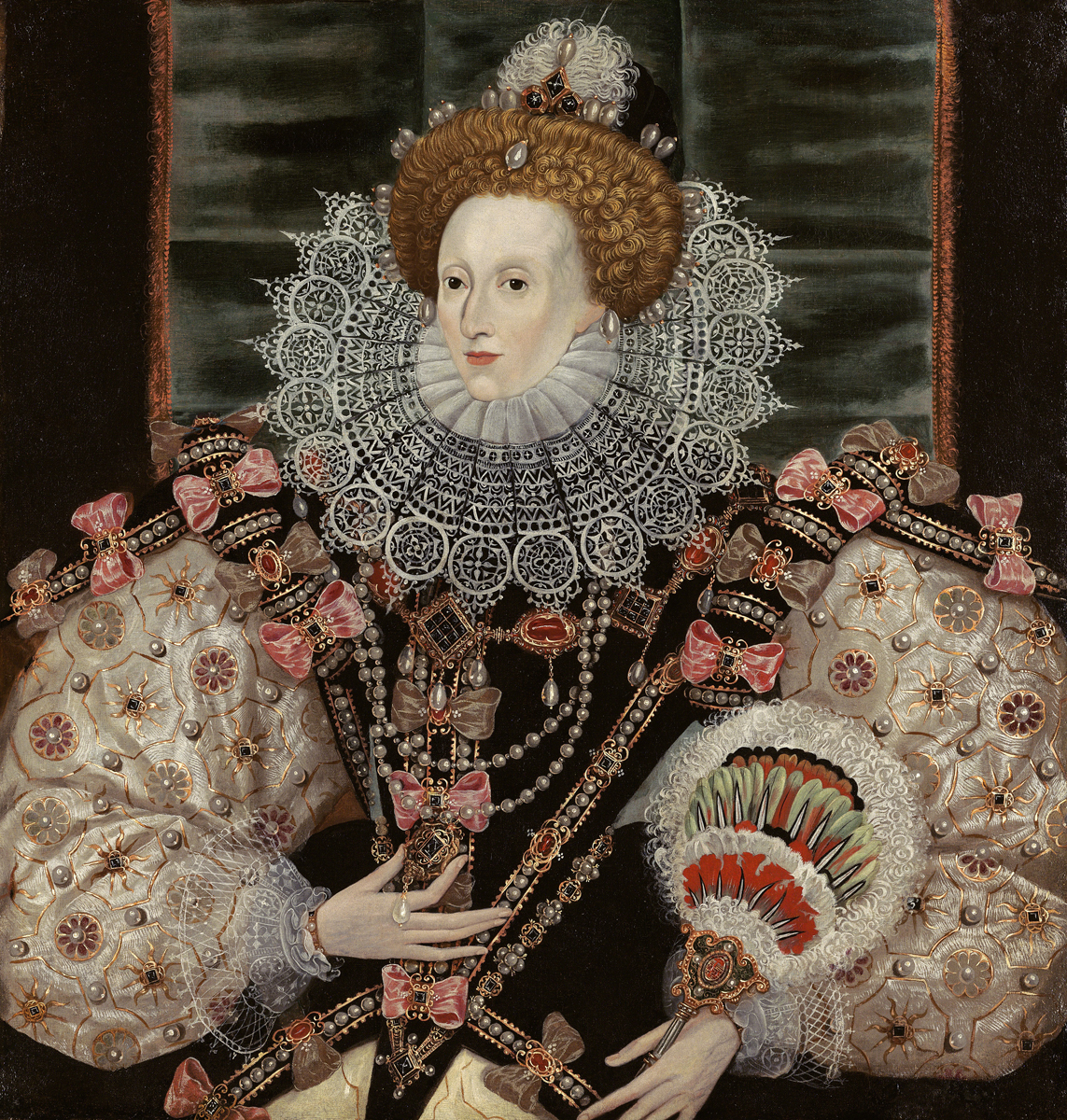
Elisabeta I

Între 1533 și 1540, regele Henric al VIII-lea Tudor a luat controlul asupra Bisericii Angliei, anterior supusă Romei, ceea ce a marcat începutul mai multor decenii de tensiuni religioase în Anglia. Catolicii englezi au întâmpinat dificultăți într-o societate dominată de proaspăt despărțita și din ce în ce mai protestanta Biserică a Angliei. Fiica lui Henric, Elisabeta I, a răspuns diviziunii religioase prin introducerea Înțelegerii Religioase Elisabetane, prin care orice persoană numită într-o funcție publică sau ecleziastică trebuia să jure credință față de monarh în calitate de cap al Bisericii și statului. Sancțiunile pentru refuz erau dure — au fost aplicate amenzi pentru recuzare, și recidiviștii riscau pedepse cu închisoarea și chiar execuția. Catolicismul a devenit marginalizat, dar, în ciuda amenințării cu tortura sau execuția, preoții au continuat să-și practice credința în secret.

### Succesiunea
Regina Elisabeta, necăsătorită și fără copii, a refuzat cu fermitate să numească un moștenitor. Mulți catolici considerau că verișoara ei catolică, Mary, Regina Scoției, era moștenitoarea legitimă a tronului Angliei, dar ea a fost executată pentru trădare în 1587. Secretarul de stat englez, Robert Cecil⁠(d), a negociat în secret cu fiul lui Mary, Iacob al VI-lea al Scoției, care avea o pretenție credibilă la tronul Angliei, ca strănepot de văr al Elisabetei. În lunile dinainte de moartea Elisabetei pe 24 martie 1603, Cecil a pregătit calea pentru ca Iacob să-i urmeze la tron.
Unii catolici exilați o susțineau pe fiica lui Filip al II-lea al Spaniei, Infanta Isabella, ca succesoare a Elisabetei. Catolicii mai moderați căutau spre verișoara lui Iacob și a Elisabetei, Arbella Stuart⁠(d), o femeie despre care se credea că are simpatii catolice. Când sănătatea Elisabetei s-a deteriorat, guvernul i-a reținut pe cei pe care îi considera a fi „principalii papistași”, și Consiliul Coroanei s-a îngrijorat într-atât încât Stuart a fost mutată mai aproape de Londra, pentru a preîntâmpina riscul de a fi răpită de către papistași.

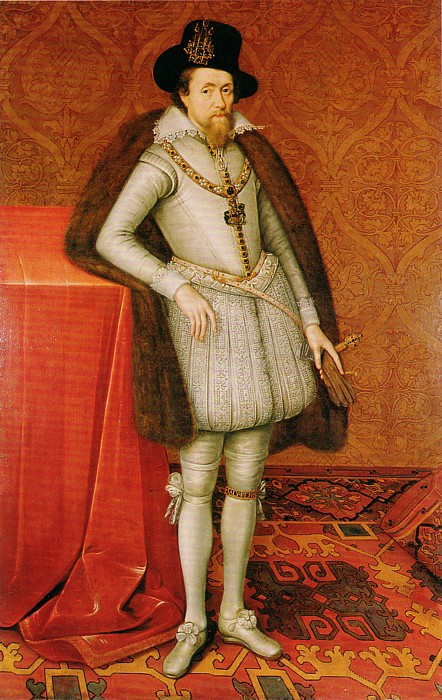
Regele Iacob, c. 1606
(portret de)

Tranziția de putere după moartea Elisabetei a mers fără probleme, în ciuda pretențiilor concurente la tronul englez. Succesiunea lui Iacob a fost anunțată printr-o declarație oficială a lui Cecil la 24 martie, care a fost sărbătorită în toată societatea. La aflarea veștii, în loc să producă probleme, cum se anticipa, liderii papistașilor au oferit un sprijin entuziast noului monarh. Preoții iezuiți, a căror prezență în Anglia era pedepsită cu moartea, și-au manifestat și ei sprijinul pentru Iacob, despre care se credea că întruchipează „ordinea naturală a lucrurilor”. Iacob a ordonat încetarea focului în conflictul cu Spania, și chiar dacă cele două țări erau încă teoretic în război, regele Filip al III-lea l-a trimis în solie pe Don Juan de Tassis⁠(d), să-l felicite pe Iacob cu ocazia accederii la tron.
Timp de zeci de ani, englezii trăiseră sub un monarh care refuza să ofere un moștenitor, dar acum Iacob venea cu o familie și o întreagă linie de succesiune. Soția sa, Ana de Danemarca, era fiica unui rege. Fiul lor cel mai mare, Henry, de nouă ani, era considerat un băiat frumos și încrezător, și cei doi copii mai mici, prințesa Elisabeta și prințul Carol, erau dovada că Iacob este în măsură să ofere moștenitori pentru a continua monarhia protestantă.

### Începutul domniei lui Iacob I
Atitudinea lui Iacob față de catolici a fost mai moderată decât cea a predecesoarei sale, poate chiar tolerantă. El a promis că nu va „persecuta pe cineva care stă liniștit și se supune pasiv legii”, și credea că exilul este o soluție mai bună decât pedeapsa capitală: „aș fi bucuros să despart și capul, și trupul lor de întreaga insulă și să fie duși peste mări.” Unii catolici credeau că martiriul mamei lui Iacob, Mary, regina Scoției, l-ar încuraja pe Iacob să se convertească la credința catolică, speranță posibil împărtășită și de casele catolice ale Europei. Iacob a primit o solie a arhiducelui Albert de Habsburg din Țările de Jos Meridionale, domnitor asupra teritoriilor rămase catolice după peste 30 de ani de război în Revolta Olandeză declanșată de rebelii protestanți cu susținere engleză. Pentru exilații catolici angajați în această luptă, restaurarea prin forță a unei monarhii catolice era o posibilitate interesantă, dar în urma eșecului invaziei spaniole a Angliei în 1588, papalitatea a adoptat o abordare pe termen mai lung privind reinstaurarea unui monarh catolic pe tronul englez.
De-a lungul secolului al XVI-lea, catolicii au făcut mai multe tentative de a asasina conducători protestanți în Europa și în Anglia, punând la cale chiar și otrăvirea Elisabetei I. Lucrarea iezuitului Juan de Mariana⁠(d) din 1598, Despre Regi și Educația Regilor justifica în mod explicit asasinarea regelui francez Henric al III-lea—care a fost înjunghiat mortal de un catolic fanatic în 1589—și până în anii 1620, unii catolici englezi credeau că regicidul este justificat pentru a elimina tiranii de la putere. Mare parte din „destul de nervoasele” scrieri politice ale lui Iacob I erau „preocupate de amenințarea asasinatului catolic și respingerea argumentului [catolic] că «credința nu trebuie păstrată cu ereticii»”.

### Primele comploturi
În absența oricărui semn că Iacob ar manevra pentru a pune capăt persecuției catolicilor, așa cum sperau unii, mai mulți membri ai clerului (inclusiv doi preoți antiiezuiți) au hotărât să ia problema în propriile mâini. În ceea ce a devenit cunoscut sub numele de Complotul Lateral⁠(d), preoții William Watson și William Clark au pus la cale răpirea lui Iacob și închiderea lui în Turnul Londrei până când ar fi acceptat să fie mai tolerant față de catolici. Cecil a prins de veste despre această conspirație din mai multe surse, inclusiv de la protopopul⁠(d) George Blackwell⁠(d), care i-a instruit pe preoți să nu ia parte la nicio astfel de mașinațiune. Aproximativ în același timp, lordul Cobham, lordul Grey de Wilton, Griffin Markham⁠(d) și Walter Raleigh au pus la cale ceea ce a devenit cunoscut sub numele de Complotul Principal⁠(d), care implica eliminarea lui Iacob și a familiei lui și înlocuirea lor cu Arbella Stuart⁠(d). Printre alții, ei l-au abordat pe Henric al IV-lea al Franței pentru finanțare, dar nu au avut succes. Toți cei implicați în cele două comploturi au fost arestați în iulie și judecați în toamna anului 1603; Sir George Brooke⁠(d) a fost executat, dar Iacob, dornic să nu aibă un început prea sângeros al domniei, i-a grațiat pe Cobham, Grey și Markham în timp ce ei erau pe eșafod. Raleigh, care a fost martor la grațierea tovarășilor lui, și care urma să fie executat câteva zile mai târziu, a fost și el iertat. Stuart a negat orice cunoștință despre Complotul Principal. Cei doi preoți, condamnați de papă, și „cu mâinile pline de sânge”, au fost executați.
Comunitatea catolică a fost surprinsă la vestea acestor comploturi. Faptul că Complotul Lateral a fost dezvăluit de către catolici înșiși a fost un factor esențial în salvarea lor de alte persecuții, și Iacob a fost atât de recunoscător încât a acordat grațierea oricărui recuzant a cerut-o, și i-a păsuit cu plata amenzilor timp de un an.
La 19 februarie 1604, la scurt timp după ce a descoperit că soția sa, regina Ana, primise un rozariu din partea papei prin unul dintre spionii lui Iacob, Sir Anthony Standen, Iacob a denunțat Biserica Catolică. Trei zile mai târziu, el a ordonat ca toți iezuiții și toți ceilalți preoți catolici să părăsească țara, și a reintrodus colectarea de amenzi pentru recuzanță. Iacob a mutat accentul de la temerile catolicilor englezi pe crearea unei uniuni anglo-scoțiene.  El a numit la curtea sa nobili scoțieni, cum ar fi George Home⁠(d), care s-au dovedit nepopulari în Parlamentul Angliei⁠(d). Unii parlamentari au precizat că, după părerea lor, „alaiul de oameni din părțile de miază-noapte” este de nedorit, și îi comparau pe aceștia cu niște „plante strămutate dintr-un pământ sterp într-unul mai roditor”. Și mai multe nemulțumiri s-au iscat atunci când regele a permis nobililor scoțieni să colecteze amenzi pentru recuzare. Erau 5.560 de condamnări pentru recuzare în 1605, dintre care 112 erau proprietari de pământuri. Foarte puținii catolici cu mari averi, care au refuzat să participe la slujbele din parohia lor, au fost amendați cu 20 de lire pe lună. Cei cu mijloace de trai mai modeste a trebuit să plătească două treimi din venitul anual din arendă; recuzanții din clasa de mijloc erau amendați cu un șiling pe săptămână, deși colectarea tuturor acestor amenzi era „discreționară și neglijentă”. Când Iacob a venit la putere, din aceste amenzi s-au strâns anual aproape 5.000 de lire (echivalentul a peste 10 milioane de lire în 2008).
La 19 martie, regele și-a ținut discursul de deschidere în fața primului Parlament englez convocat de el, în care a vorbit despre dorința sa de a asigura pacea, dar numai prin „mărturisirea adevăratei credințe”. El a vorbit despre unitatea creștinilor și și-a reiterat dorința de a evita persecuțiile religioase. Cuvântarea regelui le arăta clar catolicilor că ei nu au voie să „crească numărul lor și tăria în Regat”, că „ar putea trage nădejde să-și ridice religia iarăși”. Pentru părintele John Gerard⁠(d), aceste cuvinte au fost aproape sigur responsabile pentru nivelul ridicat de persecuție pe care îl îndurau coreligionarii săi, iar pentru preotul Oswald Tesimond⁠(d) ele erau o schimbare față de afirmațiile mai vechi ale regelui, pe care își construiseră papistașii speranțele. La o săptămână după discursul lui Iacob, Lord Sheffield⁠(d) l-a informat pe rege că peste 900 de recuzanți au fost aduși în fața instanțelor în Normanby, iar la 24 aprilie în Parlament s-a introdus o propunere de lege ce amenința să scoată toți englezii catolici în afara legii.

## Complotul

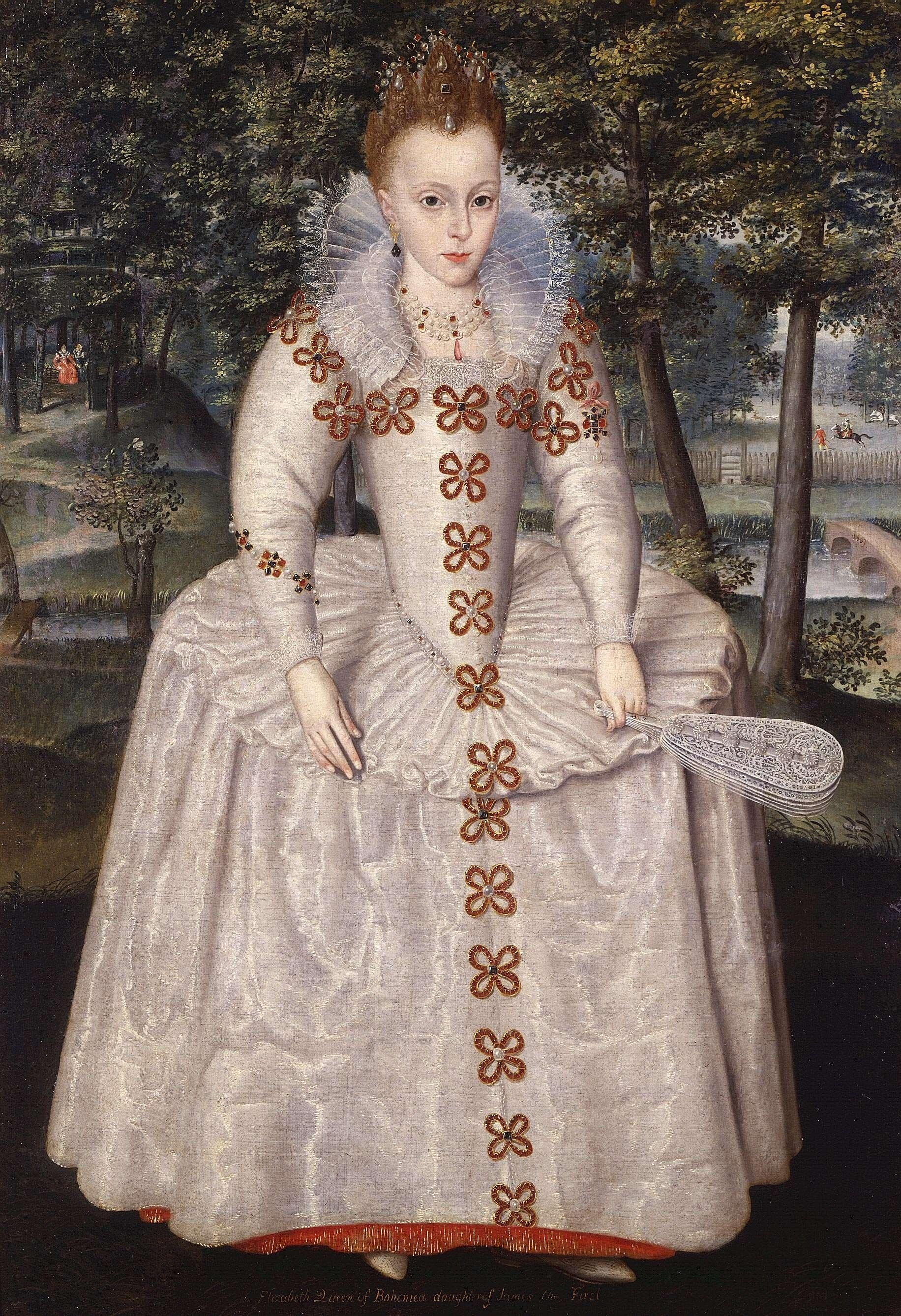
Fiica regelui Iacob, prințesa Elisabeta, pe care conspiratorii doreau la început să o pună pe tron ca regină catolică

Scopul principal al conspiratorilor a fost uciderea regelui Iacob, dar la deschiderea lucrărilor aveau să fie prezente multe alte ținte importante, inclusiv cele mai apropiate rude ale monarhului și membri ai Consiliului Coroanei. Ar fi participat și înalții judecători ai sistemului judiciar englez, majoritatea din rândul aristocrației protestante, și episcopi ai Bisericii Angliei, în calitatea lor de membri ai Camerei Lorzilor, împreună cu membrii Camerei Comunelor⁠(d). Un alt obiectiv important era răpirea fiicei regelui, a treia în linia de succesiune, prințesa Elisabeta. Găzduită la Abația Coombe,⁠(d) lângă Coventry, prințesa locuia la doar zece mile nord de Warwick—loc convenabil pentru complotiști, dintre care cei mai mulți trăiau în Midlands. După ce regele și parlamentul ar fi murit, complotiștii intenționau să o instaleze pe Elisabeta pe tronul Angliei ca regină titulară. Soarta prinților Henric și Carol urmau să fie improvizate; rolul lor în ceremoniile de stat fiind, deocamdată, incert. Complotiștii doreau să se folosească de Henry Percy, Conte de Northumberland⁠(d), ca protector al Elisabetei, dar cel mai probabil nu l-au informat de acest lucru.

### Recrutarea inițială
Robert Catesby (1573-1605), un om de „viță veche, istorică și distinsă”, a fost inspirația din spatele complotului. El era descris de contemporani ca „un bărbat arătos, înalt, falnic și iscusit cu sabia”. Împreună cu alți conspiratori, el a luat parte la rebeliunea Contelui de Essex din 1601, în timpul căreia a fost rănit și capturat. Regina Elisabeta i-a permis să scape cu viață după o amendă de 4.000 de mărci (echivalentul a peste 6 milioane de lire în 2008), după care și-a vândut moșia din Chastleton⁠(d) În 1603, Catesby a contribuit la organizarea unei solii la noul rege al Spaniei, Filip al III-lea, îndemnându-l pe Filip să lanseze o tentativă de invazie a Angliei, despre care ei i-au spus că va fi bine susținută, în special de englezii catolici. Thomas Wintour⁠(d) (1571-1606) a fost ales ca sol, dar regele spaniol, deși simpatizant al cauzei catolicilor din Anglia, dorea să cadă la pace cu Iacob. Wintour încercase și să-l convingă pe solul spaniol Don Juan de Tassis că „3.000 de catolici” sunt gata și așteaptă să sprijine o astfel de invazie. Papa Clement al VIII-lea și-a exprimat îngrijorarea că folosirea violenței pentru a realiza o restaurare a puterii catolice în Anglia ar putea duce la distrugerea celor rămași.
Potrivit unor relatări contemporane, în februarie 1604 Catesby l-a invitat pe Thomas Wintour la casa lui din Lambeth, unde au discutat despre planul lui Catesby de a restabili catolicismul în Anglia prin aruncare în aer a Camerei Lorzilor în timpul ceremoniei de deschidere a lucrărilor Parlamentului. Wintour era cunoscut ca un savant capabil, vorbitor a mai multe limbi, și luptase cu armata engleză în Țările de Jos. Unchiul său, Francis Ingleby⁠(d), fusese executat în 1586 pentru că era preot catolic, și Wintour s-a convertit mai târziu la catolicism. Prezent la întâlnire a fost și John Wright⁠(d), un catolic devotat, despre care se spunea că este unul dintre cei mai buni spadasini ai vremii, și care luase parte împreună cu Catesby la rebeliunea Contelui de Essex cu trei ani mai devreme. În ciuda rezervelor sale față de posibilele repercusiuni în caz de eșec al tentativei, Wintour a acceptat să se alăture conspirației, poate convins de retorica lui Catesby: „noi să facem încercarea și de va da greș, să nu înaintăm.”
Wintour a călătorit în Flandra să ceară sprijin spaniol. În timp ce se afla acolo, l-a căutat Guy Fawkes (1570–1606), un catolic devotat care slujise ca soldat în Țările de Jos Meridionale sub comanda lui William Stanley⁠(d), și care în 1603 fusese recomandat pentru gradul de căpitan. Însoțit de John Wright, fratele lui Christopher, Fawkes fusese și el membru al soliei din 1603 la curtea spaniolă, pledând pentru o invazie a Angliei. Wintour i-a spus lui Fawkes că „niște buni prieteni ai lui îi doreau compania în Anglia”, și că anumiți domni „luaseră o hotărâre să săvârșească ceva în Anglia dacă pacea cu Spania nu ne ajută”. Cei doi s-au întors în Anglia la sfârșitul lunii aprilie 1604, spunându-i lui Catesby că sprijinul spaniol este puțin probabil. Thomas Percy, prieten de-al lui Catesby și cumnat al lui John Wright, a fost introdus și el în complot după câteva săptămâni. Percy găsise slujbă la o rudă a contelui de Northumberland, și în 1596 era agentul acestuia pe moșiile din nord ale familiei. Pe la 1600–1601, el a luptat alături de protectorul său în Țările de Jos. La un moment dat în timp ce Northumberland era la comandă în Țările de Jos, Percy a devenit agentul lui în comunicațiile sale cu Iacob. Percy avea reputația de a fi un personaj „serios” convertit la credința catolică. Primii lui ani au fost, potrivit unei surse catolice, marcați de o tendință de a se baza pe „sabie și curaj personal”. Northumberland, deși nu este el însuși catolic, își dorea să construiască o relație puternică cu Iacob, pentru a sluji mai bine catolicii englezi și pentru a reduce rușinea familiei cauzată de despărțirea de soția sa, Martha Wright, o favorită a Elisabetei. Întâlnirile lui Thomas Percy cu Iacob păreau să meargă bine. Percy s-a întors cu promisiuni de sprijin pentru catolici, și Northumberland credea că Iacob ar merge până într-acolo încât să permită liturghia în case particulare, fără a fi considerată infracțiune. Percy, dornic să-și îmbunătățească poziția, a mers mai departe, susținând că viitorul rege va garanta siguranța catolicilor englezi.

### Primele planuri

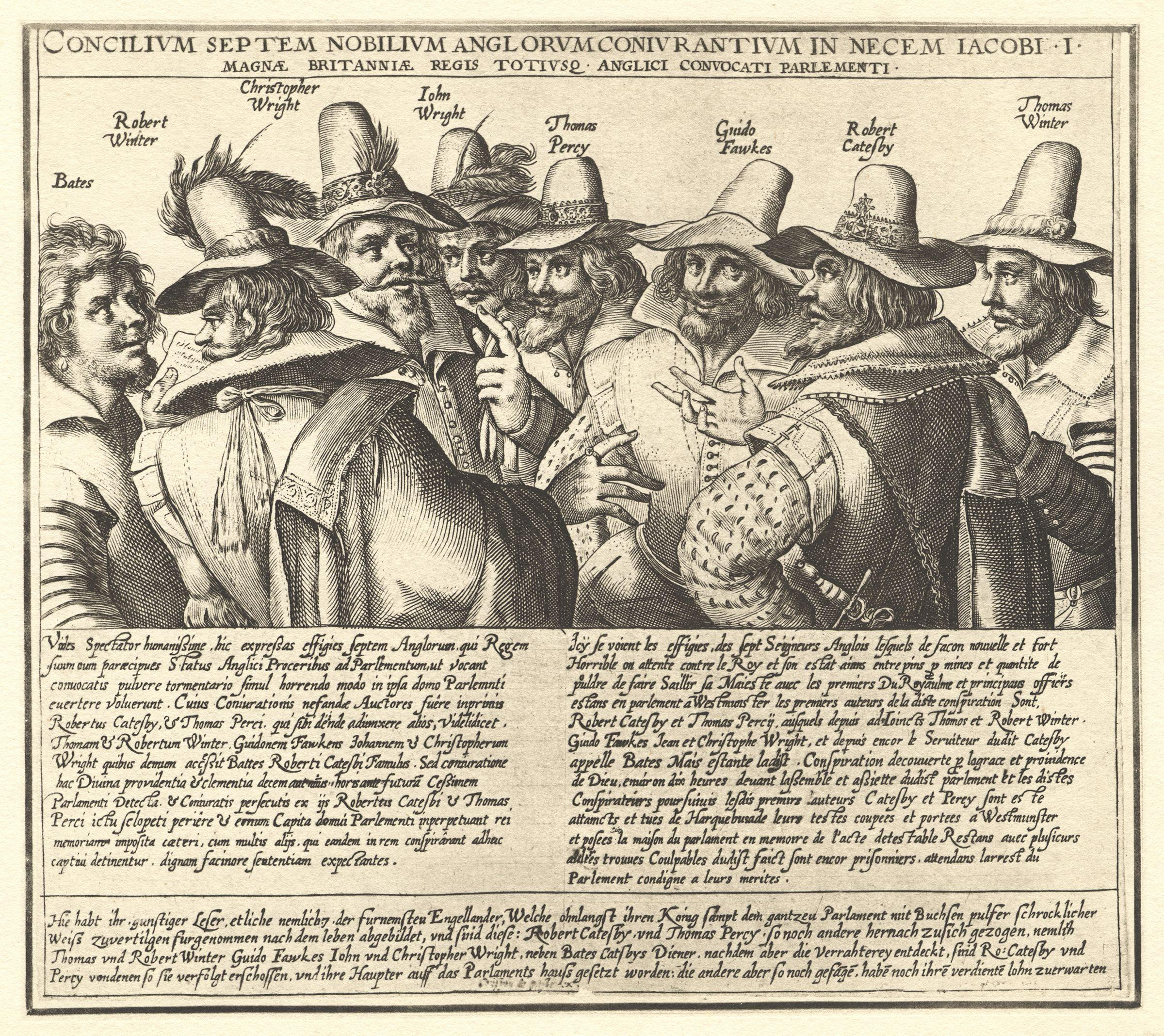
Gravură contemporană a opt din cei treisprezece conspiratori, de. Lipsesc Digby, Keyes, Rookwood, Grant și Tresham.

Prima întâlnire dintre cei cinci conspiratori a avut loc la 20 mai 1604, probabil la Hanul Rața și Rățoiul, lângă Strand⁠(d), reședința obișnuită a lui Thomas Wintour atunci când stătea la Londra. Catesby, Thomas Wintour, și John Wright erau prezenți, alături de Guy Fawkes și Thomas Percy⁠(d). Singuri într-o cameră privată, cei cinci complotiști au jurat pe o carte de rugăciuni să țină secretul. Printr-o coincidență, și fără să știe de complot, părintele John Gerard (un prieten de-al lui Catesby) ținea liturghia într-o altă cameră, și cei cinci bărbați s-au împărtășit după aceea.

### Continuarea recrutărilor
După jurământ, complotiștii au plecat din Londra și s-au întors la casele lor. Oprirea lucrărilor Parlamentului le-a dat, credeau ei, timp până în februarie 1605 să își finalizeze planurile. La 9 iunie, angajatorul lui Percy, contele de Northumberland, l-a desemnat pe acesta ca membru în Honourable Corps of Gentlemen at Arms, o unitate de cavalerie cu 50 de gărzi de corp ale regelui. Acest rol i-a dat lui Percy motiv să-și caute locuință în Londra, și a ales o mică proprietate în apropiere de Camera Prințului, aparținând lui Henry Ferrers, un chiriaș al lui John Whynniard. Percy a aranjat utilizarea casei prin agenții lui Northumberland, Dudley Carleton⁠(d) și John Hippisley⁠(d). Fawkes, folosind pseudonimul „John Johnson”, a luat în administrare clădirea, dându-se drept slujitor al lui Percy. Clădirea era ocupată de comisari scoțieni numiți de rege să aranjeze planurile sale de unificare a Angliei și Scoției, așa că complotiștii au aranjat cazarea lui Catesby în Lambeth, pe malul opus al Tamisei de unde stocurile de praf de pușcă și alte provizii puteau fi transportate convenabil cu barca în fiecare noapte. Între timp, regele Iacob și-a continuat politicile împotriva catolicilor, și Parlamentul a promovat legi anticatolice, până la suspendarea lucrărilor la 7 iulie.

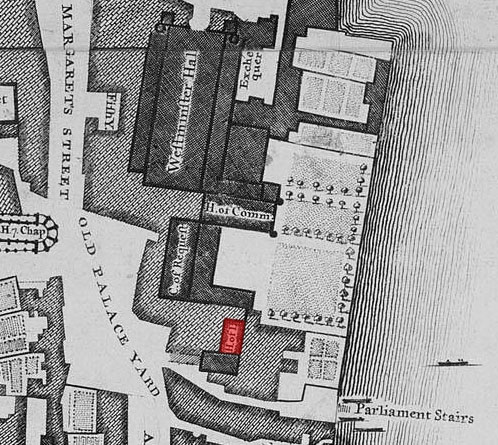
Camera Lorzilor (evidențiată cu roșu) pe harta Londrei din 1746 a lui John Rocque, în Vechiul Palat Westminster

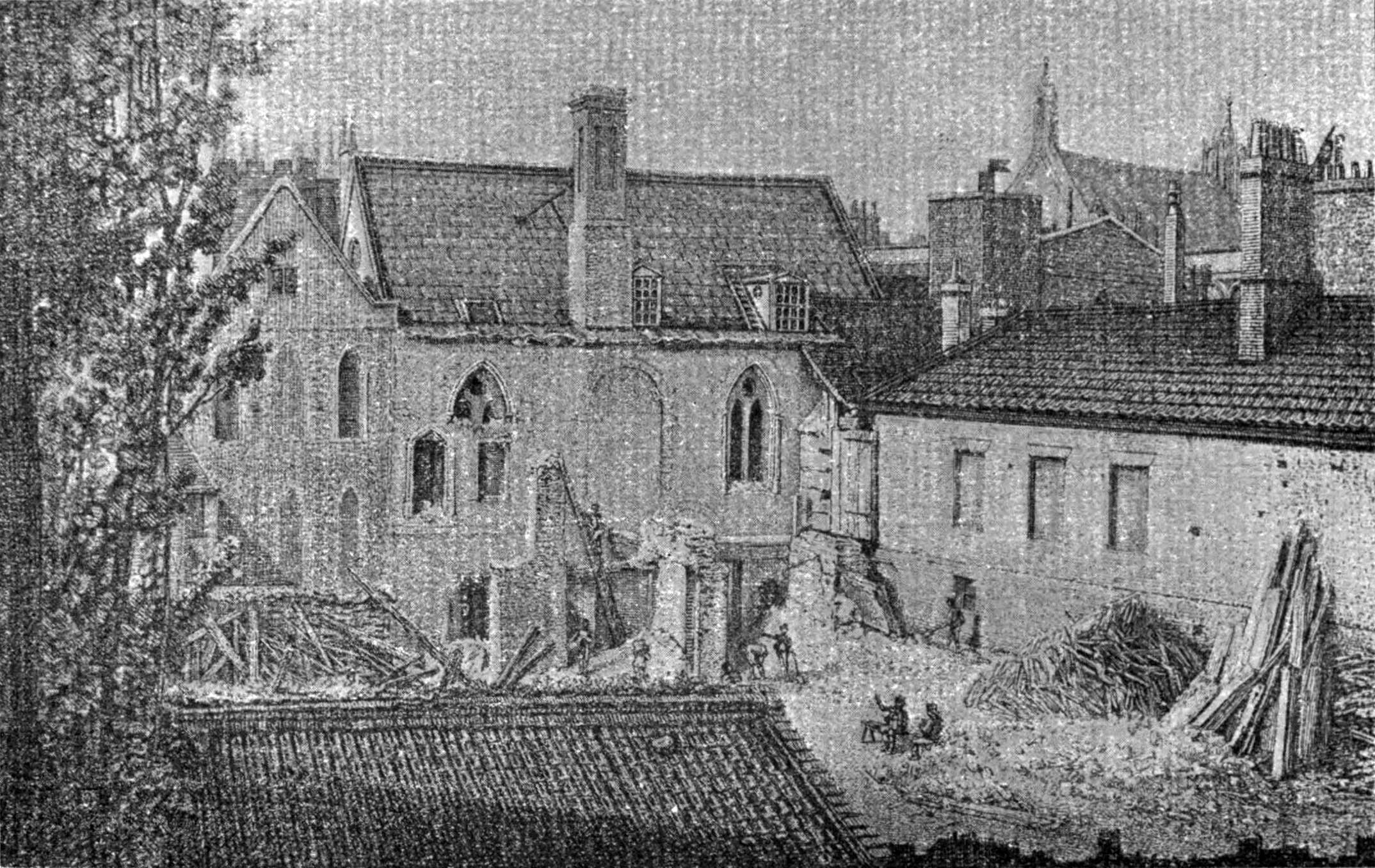
Ilustrație din secolul al XIX-lea a capătului estic al Camerei Prințului (extrema stânga) și peretele de est al Camerei Lorzilor (centru)

Conspiratorii au revenit la Londra în octombrie 1604, când Robert Keyes⁠(d), un „om disperat, ruinat și înglodat în datorii”, a fost primit în grup. Responsabilitatea lui era de a se ocupa de casa lui Catesby din Lambeth, unde erau depozitate praful de pușcă și alte provizii. Familia lui Keyes avea relații importante; soția lui lucra pentru catolicul Lord Mordaunt. Înalt, cu barbă roșcată, el era considerat de încredere și, ca și Fawkes, capabil să aibă grijă de el însuși. În decembrie, Catesby l-a recrutat în complot pe slujitorul său, Thomas Bates⁠(d), după ce acesta din urmă a aflat accidental de el.
La 24 decembrie s-a anunțat că redeschiderea lucrărilor Parlamentului va fi amânată. Îngrijorarea legată de ciumă însemna că, în loc să lucreze în luna februarie, cum se bazau complotiștii la început, Parlamentul avea să se întrunească din nou abia după 3 octombrie 1605. Relatarea contemporană a acuzatorilor a susținut că în acest timp conspiratorii au săpat un tunel pe sub Parlament. Aceasta poate să fi fost doar o plăsmuire a guvernului, întrucât nu au fost prezentate de către acuzare dovezi privind existența unui tunel și nu s-a găsit nicio urmă de așa ceva. Relatarea despre un tunel vine direct din mărturisirea lui Thomas Wintour, iar Guy Fawkes nu a recunoscut existența unei astfel de mașinațiuni până la al cincilea interogatoriu. Din punct de vedere logistic, săparea unui tunel s-ar fi dovedit extrem de dificilă, mai ales că niciunul dintre conspiratori au avea vreo experiență de minerit. Dacă povestea este adevărată, până la 6 decembrie comisarii scoțieni și-ar fi încetat activitatea, iar conspiratorii ar fi lucrat la tunelul de la casa închiriată la Camera Lorzilor. Ei și-au încetat eforturile atunci când, în timpul săpării tunelului, au auzit un zgomot de sus. Zgomotul s-a dovedit a fi văduva chiriașului de atunci, care făcea curat în beciul aflat exact sub Camera Lorzilor—încăperea unde complotiștii au depozitat în cele din urmă praful de pușcă.
Până când complotiștii s-au reunit de Anul Nou liturgic, de Buna Vestire, 25 Martie, în rândurile lor au mai fost admiși trei: Robert Wintour, John Grant, și Christopher Wright. Venirile lui Wintour și Wright erau alegeri evidente. Împreună cu o mică avere, Robert Wintour moștenise Huddington Court⁠(d) (un cunoscut refugiu pentru preoți), aflat în apropiere de Worcester, și avea reputația de a fi un om generos și simpatic. Catolic devotat, el s-a căsătorit cu Gertrude Talbot, care se trăgea dintr-o familie de recuzanți. Christopher Wright (1568-1605), fratele lui John, luase și el parte la revolta contelui de Essex și își mutase familia la Twigmore în Lincolnshire, loc cunoscut ca un sălaș de preoți. John Grant era căsătorit cu sora lui Wintour, Dorothy, și era lord of the manor⁠(d) la Norbrook, lângă Stratford-upon-Avon. Având reputația de om inteligent și grijuliu, el adăpostea catolici în casa lui de la Snitterfield⁠(d), și fusese și el implicat în revolta din Essex din 1601.

### Beciul
25 martie a fost și ziua în care complotiștii au închiriat și beciul deținut de John Whynniard, în apropierea căruia se presupune că săpaseră un tunel. Palatul Westminster era în secolul al XVII-lea un labirint de clădiri grupate în jurul camerelor, capelelor și sălilor medievale ale fostului palat regal, care găzduia atât Parlamentul, cât și diverse tribunale regale. Vechiul palat era ușor accesibil; negustori, avocați și alții trăiau și lucrau în locuințe, magazine și taverne în incinta acestuia. Clădirea Whynniard era în unghi drept cu Camera Lorzilor, de-a lungul unui gang numit Trecerea Parlamentului, care ducea la Scările Parlamentului și la râul Tamisa. Beciurile aveau caracteristicile comune ale vremii, fiind utilizate pentru a depozita diferite materiale, inclusiv alimente și lemne de foc. Beciul lui Whynniard, aflat la nivelul parterului, se afla exact sub Camera Lorzilor aflată la primul etaj, și se poate să fi făcut cândva parte din bucătăria palatului medieval. Neutilizat și murdar, locul era ideal pentru ceea ce plănuia grupul să facă.

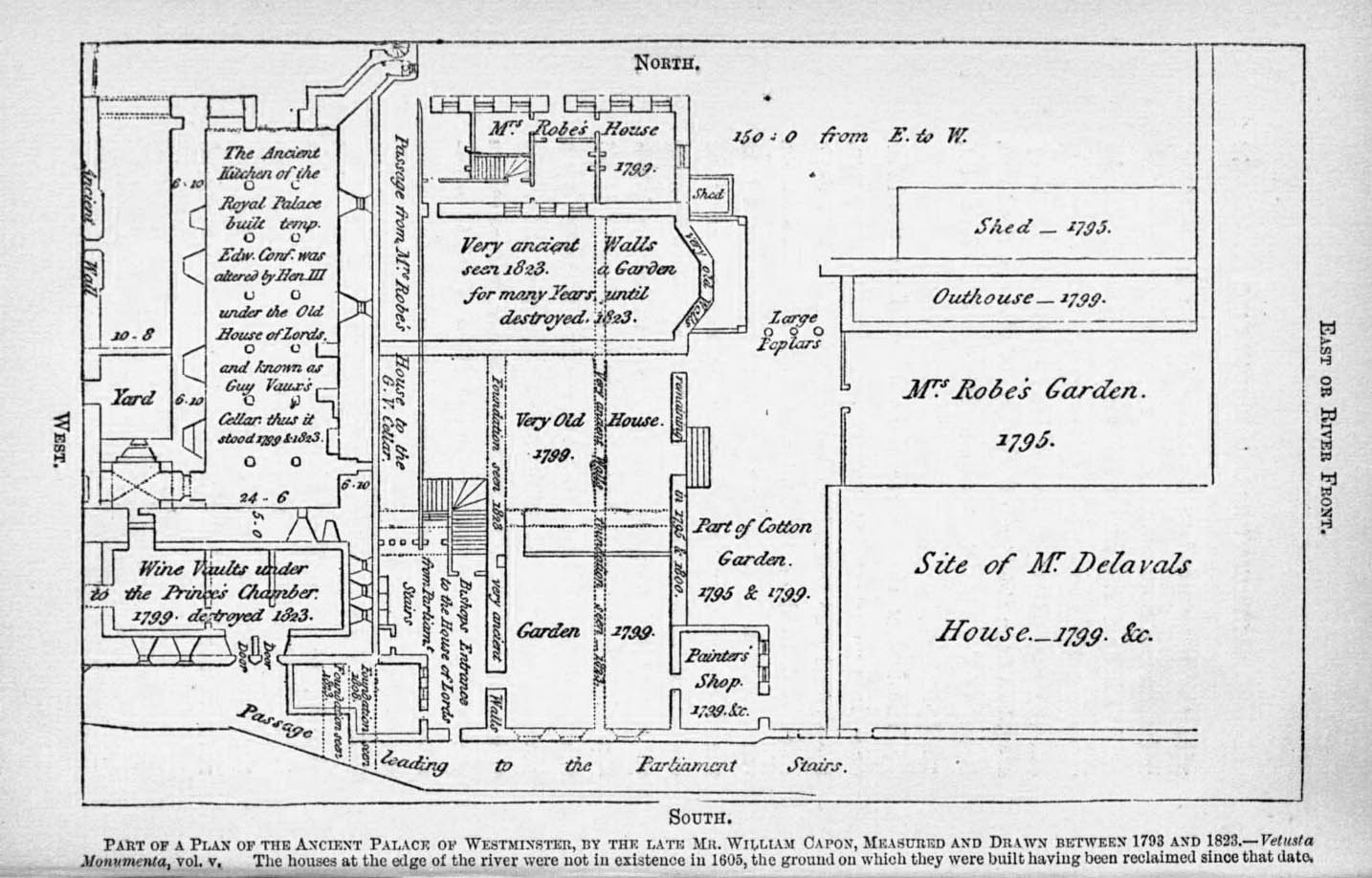
Harta Parlamentului de William Capon etichetează clar beciul folosit de „Guy Vaux” pentru a depozita praful de pușcă.

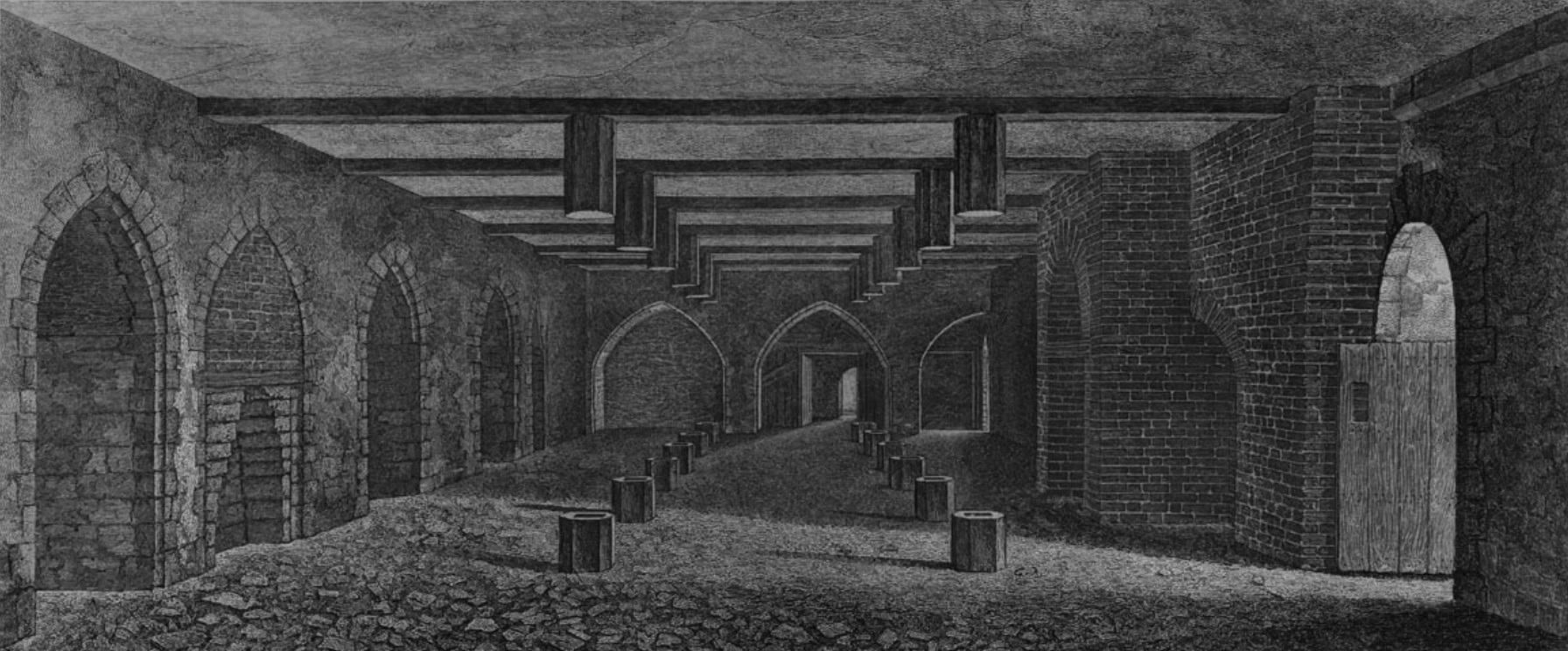
Beciul de sub Camera Lorzilor, ilustrat în 1799. Cam în același timp, el era descris ca având 77 de picioare lungime, 24 picioare și 4 țoli lățime și 10 picioare înălțime.

În a doua săptămână a lui iunie, Catesby s-a întâlnit la Londra cu principalul iezuit din Anglia, părintele Henry Garnet, și l-a întrebat despre moralitatea implicării într-o întreprindere care ar putea implica distrugerea unor nevinovați, împreună cu vinovații. Garnet a răspuns că astfel de acțiuni ar putea fi de multe ori scuzate, dar, după cum spunea el mai târziu, l-ar fi admonestat pe Catesby într-o a doua întâlnire, în iulie, la Essex, arătându-i o scrisoare de la Papă, în care se interzicea rebeliunea. Curând după aceea, preotul iezuit Oswald Tesimond⁠(d) i-a spus lui Garnet că el primise spovedania lui Catesby, în cursul căreia aflase de complot. Garnet și Catesby s-au întâlnit pentru a treia oară pe 24 iulie 1605, la casa bogatei catolice Anne Vaux⁠(d) din Enfield Chase⁠(d). Garnet a hotărât că relatarea lui Tesimond fusese dată sub pecetea spovedaniei, și că dreptul canonic, prin urmare, îi interzice să repete ceea ce auzise. Fără a recunoaște că știa natura exactă a complotului, Garnet a încercat să-l descurajeze pe Catesby în demersul său, fără niciun rezultat. Garnet i-a scris unui coleg de la Roma, Claudio Acquaviva⁠(d), exprimându-și îngrijorările despre o rebeliune deschisă în Anglia. El i-a spus lui Acquaviva și că „există primejdia ca unele eforturi personale ale unora să comită trădare sau să folosească forța împotriva Regelui”, și a cerut papei să emită o înștiințare publică împotriva utilizării forței.
Potrivit lui Fawkes, la început fuseseră aduse 20 de butoaie de praf de pușcă, după care alte 16, la 20 iulie. Praful de pușcă era teoretic sub monopol de stat, dar era ușor de obținut din surse ilicite. La 28 iulie, amenințarea ciumei a amânat din nou deschiderea Parlamentului, de această dată până marți, 5 noiembrie. Fawkes a părăsit țara pentru o perioadă scurtă de timp. Regele, între timp, și-a petrecut mare parte a verii departe de oraș, la vânătoare. El stătea pe oriunde era convenabil, inclusiv, ocazional, în casele unor catolici proeminenți. Convins că pericolul unei revolte se disipase, Garnet a călătorit prin țară într-un pelerinaj.
Nu este sigur când s-a întors Fawkes în Anglia, dar era deja înapoi în Londra la sfârșitul lunii august, când a descoperit împreună cu Wintour că praful de pușcă depozitat în beci se alterase. S-a adus mai mult praf de pușcă în încăpere, împreună cu lemne de foc care să-l ascundă. Ultimii trei conspiratori au fost recrutați la sfârșitul lui 1605. De Sfântul Mihail, Catesby l-a convins pe catolicul fervent Ambrose Rookwood să închirieze Casa Clopton⁠(d) din apropiere de Stratford-upon-Avon. Rookwood era un tânăr cu relații între recuzanți, al cărui grajd de cai de la Coldham Hall⁠(d) din Stanningfield⁠(d), Suffolk a fost un factor important în înrolarea lui. Părinții lui, Robert Rookwood și Dorothea Drury, erau proprietari de pământuri bogați, și își educaseră fiul la o școală iezuită din apropiere de Calais. Everard Digby era un tânăr în general simpatizat, și care trăia la Casa Gayhurst⁠(d) din Buckinghamshire. El a fost făcut cavaler de către rege în aprilie 1603, și a fost convertit la catolicism de către Gerard. Digby și soția lui, Mary Mulshaw, l-au însoțit pe preot în pelerinajul său, și cei doi erau prieteni apropiați. Catesby i-a cerut lui Digby să închirieze Coughton Court⁠(d) de lângă Alcester. Digby i-a promis și 1.500 de lire după ce Percy nu a mai reușit să plătească chiria datorată pentru proprietățile luate de el în Westminster. În cele din urmă, pe 14 octombrie Catesby l-a invitat pe Francis Tresham la conspirație. Tresham era fiul catolicului Thomas Tresham, și văr cu Robert Catesby—cei doi crescuseră împreună. El era și moștenitorul vastei averi a tatălui său, care însă fusese epuizată de către amenzile pentru recuzare, gusturile scumpe, și de implicarea lui Francis și Catesby în revolta din Essex.
Catesby și Tresham s-au întâlnit la casa cumnatului și vărului lui Tresham, Lord Stourton. În mărturisirea sa, Tresham a susținut că îl întrebase pe Catesby dacă complotul avea să le damneze sufletele, la care Catesby a răspuns că nu, și că năpasta catolicilor din Anglia impunea această faptă. Catesby se pare că a cerut și 2.000 de lire, și permisiunea de a folosi Rushton Hall⁠(d) din Northamptonshire. Tresham a refuzat ambele oferte (deși i-a dat 100 de lire lui Thomas Wintour), și le-a spus anchetatorilor că și-a mutat familia din Rushton la Londra înaintea acțiunii; nu erau acțiunile unui om vinovat, sugera el.

### Scrisoarea lui Monteagle

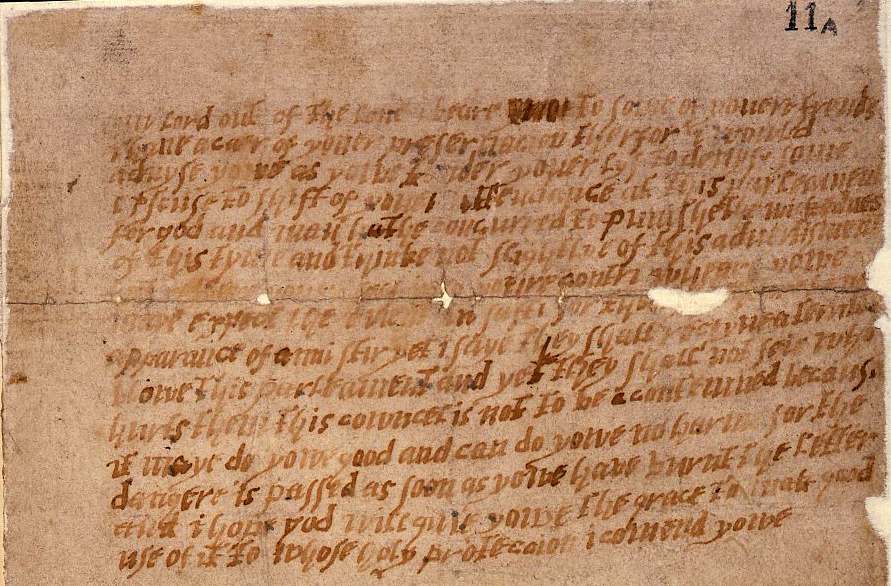
O scrisoare anonimă, trimisă lui William Parker, al IV-lea baron Monteagle, a jucat un rol esențial în dezvăluirea complotului. Identitatea autorului ei nu a fost niciodată stabilită cu exactitate, deși Francis Tresham a fost mult timp suspect. Monteagle însuși a fost considerat responsabil, ca și Salisbury.

Detaliile complotului au fost definitivate în luna octombrie, într-o serie de taverne din Londra și Daventry. Fawkes urma să rămână în urmă să aprindă fitilul și să fugă apoi peste Tamisa, în timp ce, simultan, o revoltă în Midlands avea să contribuie la asigurarea capturării prințesei Elisabeta. Fawkes urma apoi să plece pe continent, pentru a explica evenimentele din Anglia puterilor catolice europene.
Soțiile celor implicați și Anne Vaux (o prietenă a lui Garnet, care de multe ori proteja preoți la ea acasă) au devenit din ce în ce mai îngrijorate de ceea ce suspectau că urmează să se întâmple. Mai mulți dintre conspiratori și-au exprimat îngrijorările pentru siguranța tovarășilor lor catolici care urmau să fie prezenți în Parlament în ziua în care se planifica atentatul. Percy era îngrijorat pentru patronul său, Northumberland, și s-a vorbit și de tânărul conte de Arundel; Catesby a sugerat că o rană minoră ar putea să-l facă să lipsească în acea zi. S-a vorbit și de lorzii Vaux, Montague, Monteagle, și Stourton. Spre batjocura lui Catesby, Keyes a sugerat să fie avertizat lordul Mordaunt, angajatorul soției lui.
Sâmbătă, 26 octombrie, Monteagle (cumnatul lui Tresham) a primit o scrisoare anonimă în timp ce se afla la casa lui din Hoxton⁠(d). După ce a rupt sigiliul, a dat scrisoarea unui slujitor care a citit-o cu voce tare:
„My Lord, din dragostea ce o port unora din prietenii Măriei Tale, mă îngrijesc de buna ta ținere. Așa că te sfătuiesc, de ții la viața ta, să găsești un chip a te feri de a fi la parlamentul ista; căci Dumnezeu și omul și-au dat mâna să osândească viclenia vremii noastre. Și nu te neîngriji de această înștiințare, ci te ferește la tine la moșie unde poți să aștepți întâmplarea în liniște. Căci chiar de n-o părea a fi tulburare, eu zic că primi-va o mare izbire acest Parlament; și nu vedea-vor cine-i va vătăma. Sfatul aista nu-l osândi căci poate ți-o face numai bine și nicio pagubă; căci primejdia o trece de cum oi azvârli răvașul în foc. Și nădăjduiesc că Dumnezeu ți-o da înțelepciunea să tragi folos din el, și la sfânta Lui pază te las.”
Nesigur de ce înseamnă mesajul, Monteagle a mers imediat la Whitehall și i-a dat scrisoarea lui Cecil (pe atunci conte de Salisbury⁠(d)). Salisbury i-a informat pe contele de Worcester⁠(d), considerat a fi simpatizant recuzant, și pe suspectul de papistașism Henry Howard, primul conte de Northampton⁠(d), dar nu i-a spus nimic despre complot regelui, care era ocupat cu vânătoarea în Cambridgeshire și nu avea să mai revină multe zile. Monteagle, slujitorul lui Thomas Ward, avea legături de familie cu frații Wright și i-a trimis lui Catesby un mesaj despre trădare. Catesby, care urma să meargă la vânătoare cu regele, bănuia că Tresham este responsabil pentru scrisoare și, împreună cu Thomas Wintour, l-a luat la întrebări pe conspiratorul recent recrutat. Tresham a reușit să-i convingă pe cei doi că nu el a scris scrisoarea, dar le-a cerut să renunțe la complot. Salisbury era deja conștient de anumite frământări înainte de a primi scrisoarea, dar nu cunoștea încă natura exactă a complotului, și nici cine anume este implicat. Prin urmare, el a ales să aștepte să vadă cum se desfășoară evenimentele.

### Descoperirea
Scrisoarea a fost prezentată regelui vineri, 1 noiembrie, după sosirea sa la Londra. Citind-o, Iacob a remarcat imediat cuvântul blow („izbire” în traducerea de mai sus, dar având și sensul de „explozie”) și a bănuit că face referire la „vreo stratagemă cu foc și pulbere”, probabil, o explozie care să o depășească în violență pe cea care îl omorâse pe tatăl său, lordul Darnley, la Kirk o' Field⁠(d) în 1567. Dornic să nu pară prea interesat și să-l lase pe rege să își aroge meritele dezvăluirii conspirației, Salisbury s-a prefăcut că nu știe. În ziua următoare, membrii Consiliului Coroanei l-au vizitat pe rege la Palatul Whitehall⁠(d) și l-au informat că, pe baza informațiilor pe care Salisbury li le dăduse cu o săptămână mai devreme, luni, lordul șambelan⁠(d) Thomas Howard, primul conte de Suffolk⁠(d) va efectua o percheziție a Clădirilor Parlamentului, „de sus și până jos”. Duminică, 3 noiembrie, Percy, Catesby și Wintour au avut o ultimă întâlnire, în care Percy le-a spus tovarășilor săi că trebuie „să se supună judecății celei supreme”, și le-a amintit de nava ancorată pe Tamisa. La 4 noiembrie, s-a aranjat participarea lui Digby la o „partidă de vânătoare” la Dunchurch⁠(d), de unde să o răpească pe prințesa Elisabeta. În aceeași zi, Percy l-a vizitat pe contele de Northumberland, care nu era implicat în conspirație, să vadă dacă el poate discerne zvonurile din jurul scrisorii lui Monteagle. Percy a revenit la Londra și i-a asigurat pe Wintour, John Wright și Robert Keyes că nu au de ce să se îngrijoreze, și s-a întors la locuința sa de pe Gray's Inn Road. În aceeași seară, Catesby, probabil însoțit de John Wright și Bates, a pornit către Midlands. Fawkes l-a vizitat pe Keyes și a primit un ceas de buzunar lăsat de Percy, pentru a cronometra fitilul, și o oră mai târziu Rookwood primit mai multe săbii gravate de la un cuțitar⁠(d) local.

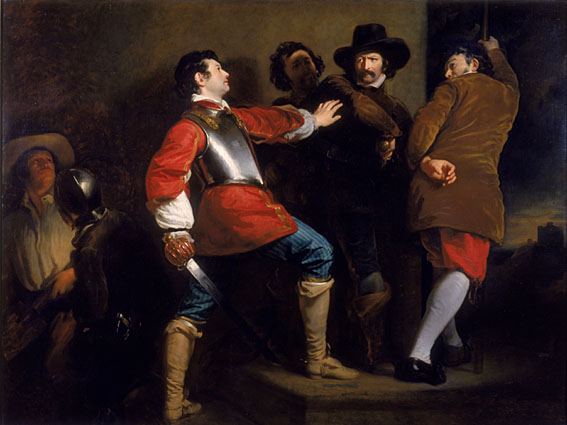
Descoperirea Complotului Prafului de Pușcă și prinderea lui Guy Fawkes (c. 1823) de.

Deși există două relatări privind numărul de percheziții și calendarul lor, potrivit versiunii regelui, prima verificare a clădirilor din și din jurul Parlamentului s-a făcut luni, 4 noiembrie—în timp ce complotiștii erau ocupați cu pregătirile finale—de către Suffolk, Monteagle și John Whynniard. Ei au găsit o grămadă mare de lemne de foc, în beciul de sub Camera Lorzilor, însoțite de ceea ce ei bănuiau că este un slujitor (Fawkes), care le-a spus că lemnele de foc aparțineau stăpânului său, Thomas Percy. Au plecat să raporteze constatările, moment în care Fawkes a părăsit și el clădirea. Amintirea numelui lui Percy a stârnit suspiciuni, deoarece el era deja cunoscut de către autorități drept agitator catolic. Regele a insistat să se facă o percheziție mai amănunțită. Târziu în acea noapte, grupul de percheziție, în frunte cu Thomas Knyvet⁠(d), s-a întors la beci. Ei l-au găsit din nou pe Fawkes, îmbrăcat cu pelerină și pălărie, și încălțat cu cizme și pinteni. El a fost arestat, la care a spus că îl cheamă John Johnson. El avea un felinar, astăzi expus la Ashmolean Museum⁠(d), Oxford, și o percheziție asupra persoanei sale a dezvăluit un ceas de buzunar, mai multe fitile și iască. Butoaiele de praf de pușcă au fost descoperite ascunse sub mormane de vreascuri și cărbune. Fawkes a fost dus la rege devreme în dimineața zilei de 5 noiembrie.

### Fuga
După ce s-a răspândit vestea arestării lui „John Johnson” printre complotiștii aflați încă în Londra, majoritatea au fugit spre nord-vest, pe Watling Street⁠(d). Christopher Wright și Thomas Percy au plecat împreună. Rookwood a plecat imediat după aceea, și a reușit să meargă 30 de mile în două ore pe un singur cal. El l-a depășit pe Keyes, care pornise mai devreme, după care pe Wright și Percy la Little Brickhill⁠(d), înainte de a-i prinde din urmă pe Catesby, John Wright și Bates pe același drum. Reunit, grupul a continuat spre nord-vest către Dunchurch⁠(d), folosind cai furnizați de către Digby. Keyes a mers la casa lui Mordaunt de la Drayton⁠(d). Între timp, Thomas Wintour a rămas în Londra, și chiar a mers la Westminster pentru a vedea ce se întâmplă. Când și-a dat seama că complotul a fost descoperit, și-a luat calul și s-a îndreptat spre casa surorii lui de la Norbrook⁠(d), înainte de a continua spre Huddington Court⁠(d).
La 5 noiembrie ne-am început Parlamentul, la care regele însuși urma să vină, dar s-a ferit din niște pricini ce le-a aflat în cea dimineață. Uneltirea era să sară în aer regele chiar când avea a ședea pe Tronul Regal, dimpreună cu toți copiii lui, cu nobilii și rândașii, alăturea de toți episcopii, juzii și doftorii; și într-o clipă bubuitura să fi adus stricăciunea a toată țara și Regatul Angliei. Și pentru făptuirea aiasta, s-au pus sub Casa Parlamentului, unde regele trebuia a șede, vreo 30 de butoaie de pulbere, cu multe lemne, vreascuri, bucăți și țevi de fier. 
Grupul de șase conspiratori s-a oprit la Ashby St Ledgers⁠(d) pe la orele 6 pm, unde s-au întâlnit cu Robert Wintour și l-au informat de situația lor. Apoi au continuat spre Dunchurch, și s-au întâlnit cu Digby. Catesby l-a convins pe acesta că, în ciuda eșecului complotului, lupta armată era încă o posibilitate reală. El a anunțat „grupul de vânători” al lui Digby că regele și Salisbury au murit, înainte ca fugarii să o ia spre vest către Warwick.

În Londra, vestea complotului se răspândea, și autoritățile au întărit paza la porțile orașului, au închis porturile și au protejat casa ambasadorului Spaniei, care a fost înconjurată de o mulțime furioasă. Un mandat de arestare a fost emis împotriva lui Thomas Percy, iar patronul său, contele de Northumberland, a fost plasat sub arest la domiciliu. La primul interogatoriu, „John Johnson” nu a dezvăluit nimic altceva decât numele mamei sale, și că este din Yorkshire. O scrisoare adresată lui Guy Fawkes a fost descoperită asupra lui, dar el susținea că acesta este unul dintre numele lui false. Departe de a-și nega intențiile, „Johnson” a declarat că fusese scopul lui să-l distrugă pe rege și Parlamentul. Cu toate acestea, el și-a păstrat calmul și a insistat că a acționat de unul singur. Refuzul său de a ceda l-a impresionat într-atât pe rege încât el avea să-l descrie ca având „o hotărâre de roman”.

### Ancheta

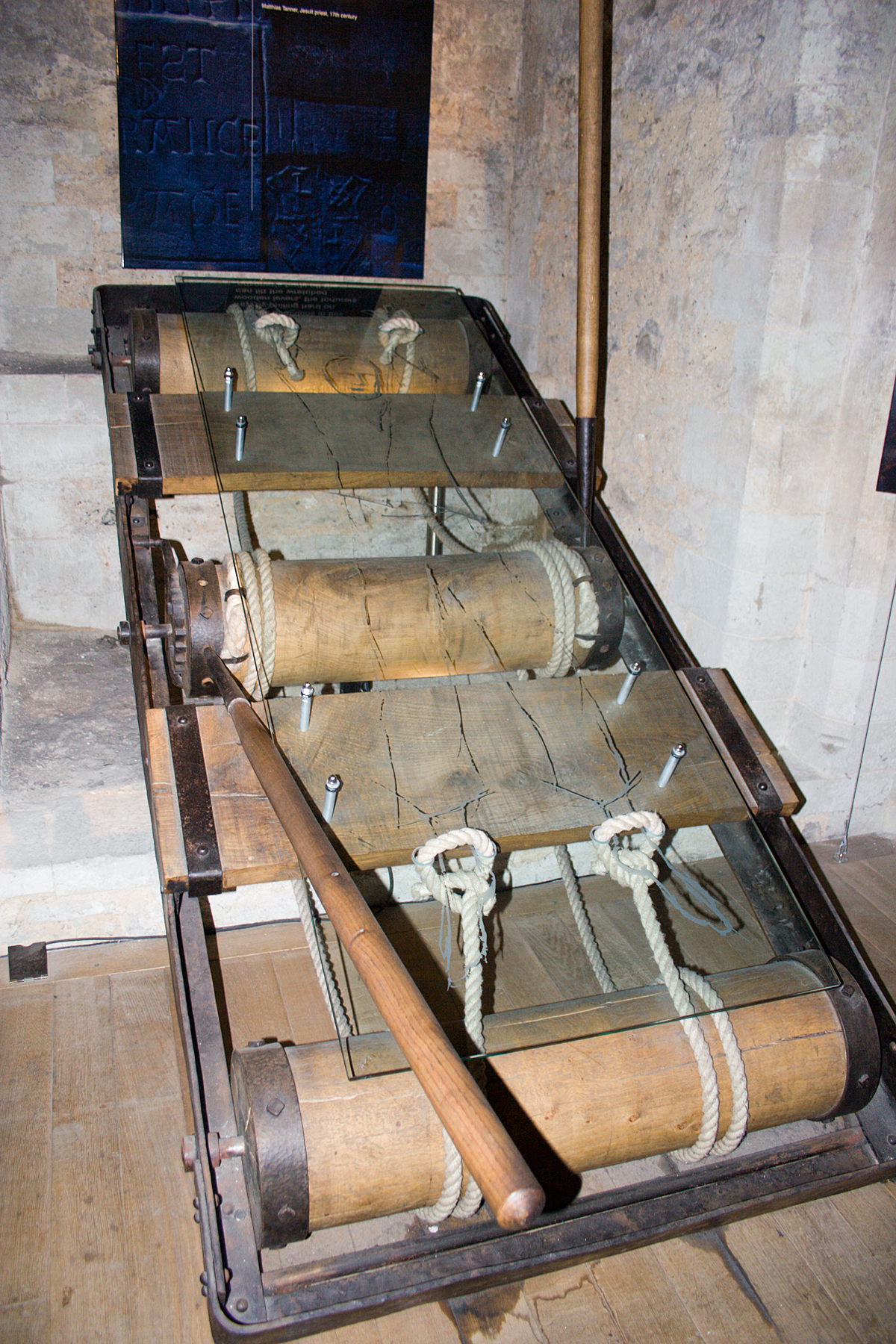
Pat de tortură în Turnul Londrei

La 6 noiembrie, lordul-șef al Justiției, Sir John Popham (un om cu o ură profundă față de catolici) i-a interogat pe slujitorii lui Rookwood. Către seară, el aflase deja numele celor mai mulți dintre cei implicați în conspirație: Catesby, Rookwood, Keyes, Wynter [sic], John și Christopher Wright, și Grant. „Johnson” între timp persista cu povestea lui, și, împreună cu praful de pușcă cu care a fost găsit, a fost mutat la Turnul Londrei, unde Regele a hotărât ca „Johnson” să fie torturat. Utilizarea torturii era interzisă, cu excepția celor autorizați expres de către rege sau de organism precum Consiliul Coroanei sau Camera cu Stele⁠(d). Într-o scrisoare din 6 noiembrie, Iacob a scris: „să fie pus mai întâi la caznele cele mai blânde, et sic per gradus ad ima tenditur [și să fie pus încet-încet la cele mai mari], și astfel Dumnezeu să vă grăbească munca cea bună”. Nu se știe dacă „Johnson” a fost pus în cătușe și atârnat de perete, dar aproape sigur a fost supus la patul de tortură. Pe 7 noiembrie, hotărârea lui s-a rupt, și a mărturisit spre sfârșitul acelei zile, și din nou în următoarele două zile.

### Ultima încercare
Pe 6 noiembrie, cum Fawkes își păstra tăcerea, fugarii au descins la Castelul Warwick pentru provizii și au continuat spre Norbrook pentru a colecta arme. De acolo și-au continuat călătoria spre Huddington. Bates a părăsit grupul și a călătorit la Coughton Court spre a livra o scrisoare de la Catesby adresată părintelui Garnet și celorlalți preoți, informându-i despre ceea ce s-a întâmplat, și cerându-le ajutorul să strângă oaste. Garnet a răspuns implorându-i pe Catesby și pe adepții săi să înceteze cu „faptele rele”, înainte ca el însuși să fugă. Mai mulți preoți au plecat spre Warwick, îngrijorați de soarta tovarășilor lor. Ei au fost prinși, și apoi închiși la Londra. Catesby și alții au ajuns la Huddington după-amiaza devreme, și au fost întâmpinați de către Thomas Wintour. Ei nu au primit, practic, niciun sprijin sau simpatie din partea celor cu care s-au întâlnit, inclusiv din partea unor membri ai familiilor lor, îngroziți de perspectiva de a fi asociați cu trădarea. Au continuat la Casa Holbeche de la hotarul Staffordshire-ului, casa lui Stephen Littleton, un membru al grupului lor de adepți aflat în continuă scădere. Obosiți și disperați, au întins o parte din praful de pușcă, acum îmbibat cu apă, să se usuce. Deși praful de pușcă nu explodează decât dacă este ținut într-un spațiu strâns, o scânteie din foc a căzut pe pulbere și flăcările i-au cuprins pe Catesby, Rookwood, Grant, și pe un om pe nume Morgan (membru al grupului de vânători).
Thomas Wintour și Littleton, aflați în drum lor de la Huddington la Casa Holbeche, au aflat de la un curier că Catesby a murit. În acel moment, Littleton a plecat, dar Thomas a ajuns la casă, unde l-a găsit pe Catesby în viață, dar ars. John Grant nu a fost atât de norocos, fusese orbit de foc. Digby, Robert Wintour și fratele său vitreg, John, împreună cu Thomas Bates, au plecat cu toții. Dintre complotiști, au mai rămas numai chipurile pline de funingine ale lui Catesby și Grant, și frații Wright, Rookwood, și Percy. Fugarii au hotărât să rămână în casă și să aștepte sosirea oamenilor regelui.
Richard Walsh (șeriful din Worcestershire) și compania lui de 200 de oameni au asediat Casa Holbeche în dimineața zilei de 8 noiembrie. Thomas Wintour a fost împușcat în umăr în timp ce traversa curtea. John Wright a fost împușcat, urmat de fratele său, și apoi de Rookwood. Catesby si Percy au fost uciși cu o singură lovitură norocoasă. Atacatorii au invadat proprietatea, și i-au dezbrăcat pe cei morți sau muribunzi. Grant, Morgan, Rookwood și Wintour au fost arestați.

## Reacțiile imediate

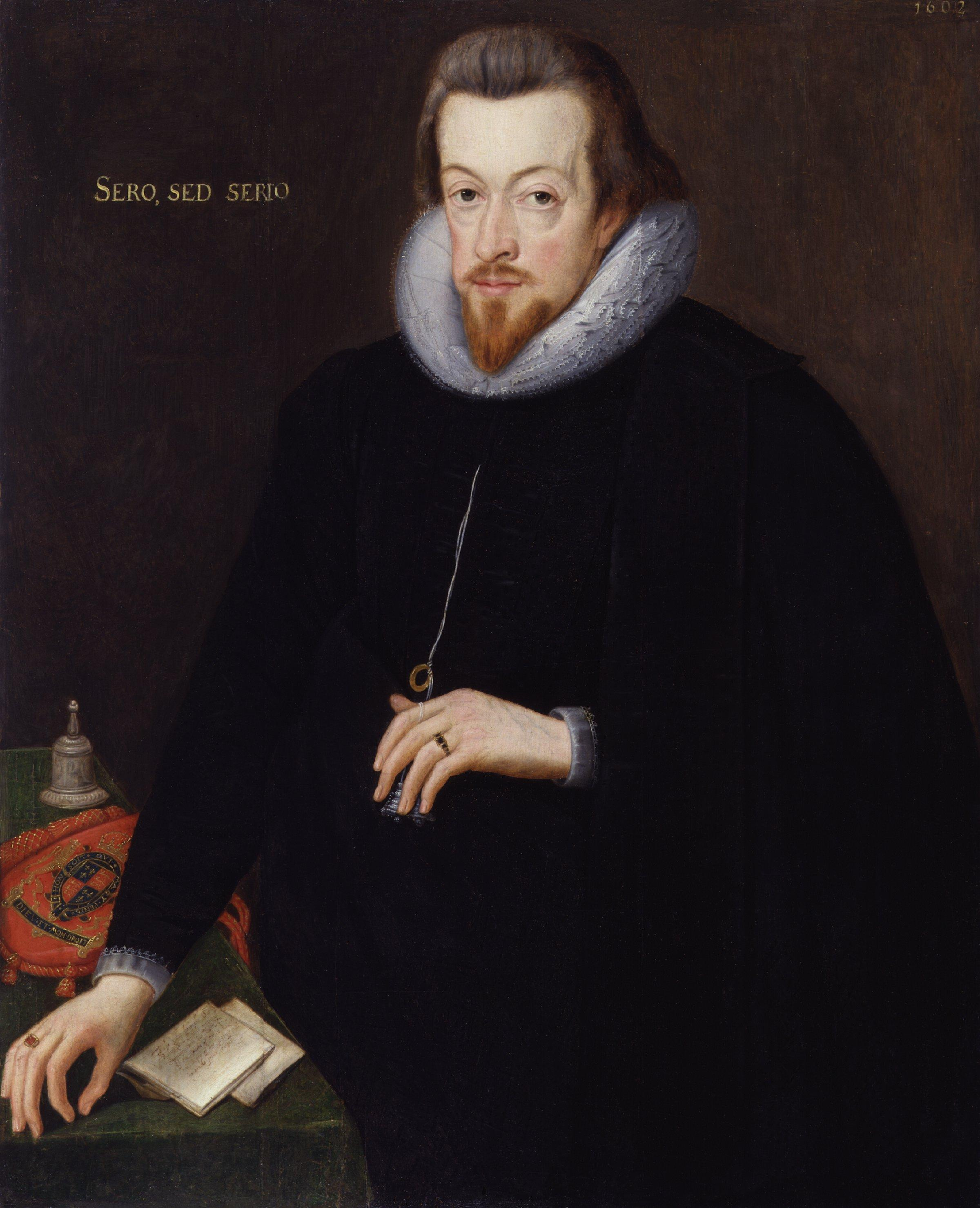

Bates și Keyes au fost capturați la scurt timp după cucerirea Casei Holbeche. Digby, care intenționa să se predea, a fost prins de către un mic grup de urmăritori. Tresham a fost arestat pe 12 noiembrie, și dus la Turn trei zile mai târziu. Montague, Mordaunt și Stourton (cumnatul lui Tresham) au fost și ei închiși în Turn. Contele de Northumberland li s-a alăturat pe 27 noiembrie. Între timp, guvernul a folosit dezvăluirea complotului pentru a accelera persecutarea catolicilor. Casa Annei Vaux de la Enfield Chase⁠(d) a fost percheziționată, dezvăluindu-se prezența unor trape și pasaje ascunse. Un slujitor îngrozit a dezvăluit apoi că Garnet, care de multe ori stătuse în acea casă, ținuse recent o liturghie acolo. Părintele John Gerard a fost ascuns în casa lui Elizabeth Vaux, în Harrowden. Elizabeth a fost dusă la Londra pentru interogatoriu. Acolo ea s-a arătat hotărâtă; nu știa că Gerard era preot, ea presupunea că este un „gentleman catolic”, și nu știa nici unde se află. Casele conspiratorilor au fost percheziționate, și jefuite; gospodăria lui Mary Digby a fost jefuită, și ea a fost sărăcită. Puțin înainte de sfârșitul lunii noiembrie, Garnet s-a mutat la Hindlip Hall,⁠(d) de lângă Worcester, casa familiei Habington, unde a scris o scrisoare adresată Consiliului Coroanei în care își susținea nevinovăția.
Zădărnicirea complotul prafului de pușcă a inițiat un val național de ușurare pentru salvarea regelui și a fiilor lui, și a inspirat în viitorul parlament un spirit de loialitate și bunăvoință, pe care Salisbury l-a exploatat cu iscusință pentru a obține finanțări mai generoase pentru instituția monarhică decât a obținut (cu excepția unei singure ocazii) Elisabeta în timpul domniei ei. Walter Raleigh, care zăcea în Turn din pricina implicării sale în Complotul Principal⁠(d), și a cărui soție era verișoară cu Lady Catesby, a declarat că nu știa de conspirație. Episcopul de Rochester a ținut o predică la St. Paul's Cross, în care a condamnat complotul. În discursul său din ambele Camere de la 9 noiembrie, Iacob a expus două preocupări emergente ale monarhiei lui: dreptul divin al regilor și chestiunea catolică. El a insistat că complotul a fost urzit de doar câțiva catolici, nu de toți englezii catolici, și a amintit adunării să se bucure de supraviețuirea lui, căci regii domnesc prin drept divin și scăparea lui s-a datorat unui miracol. Salisbury a scris ambasadorilor englezi din străinătate, informându-i despre cele întâmplate, și amintindu-le că regele nu poartă nicio ranchiună vecinilor săi catolici. Puterile străine s-au distanțat de complot, numindu-i pe complotiști atei și eretici.

### Interogatoriile
Sir Edward Coke⁠(d) a fost responsabil de interogatorii. Peste o perioadă de aproximativ zece săptămâni, în apartamentele locotenentului Turnului Londrei (acum denumite Casa Reginei — Queen's House), i-a interogat pe cei care au fost implicați în complot. Pentru prima rundă de interogatorii, nu există dovezi reale că acești oameni ar fi fost torturați, deși în mai multe rânduri Salisbury, cu siguranță, a sugerat că ar trebui să fie. Coke a arătat mai târziu că amenințarea cu tortura era, în cele mai multe cazuri, suficientă pentru a obține o mărturisire de la cei prinși în urma complotului.

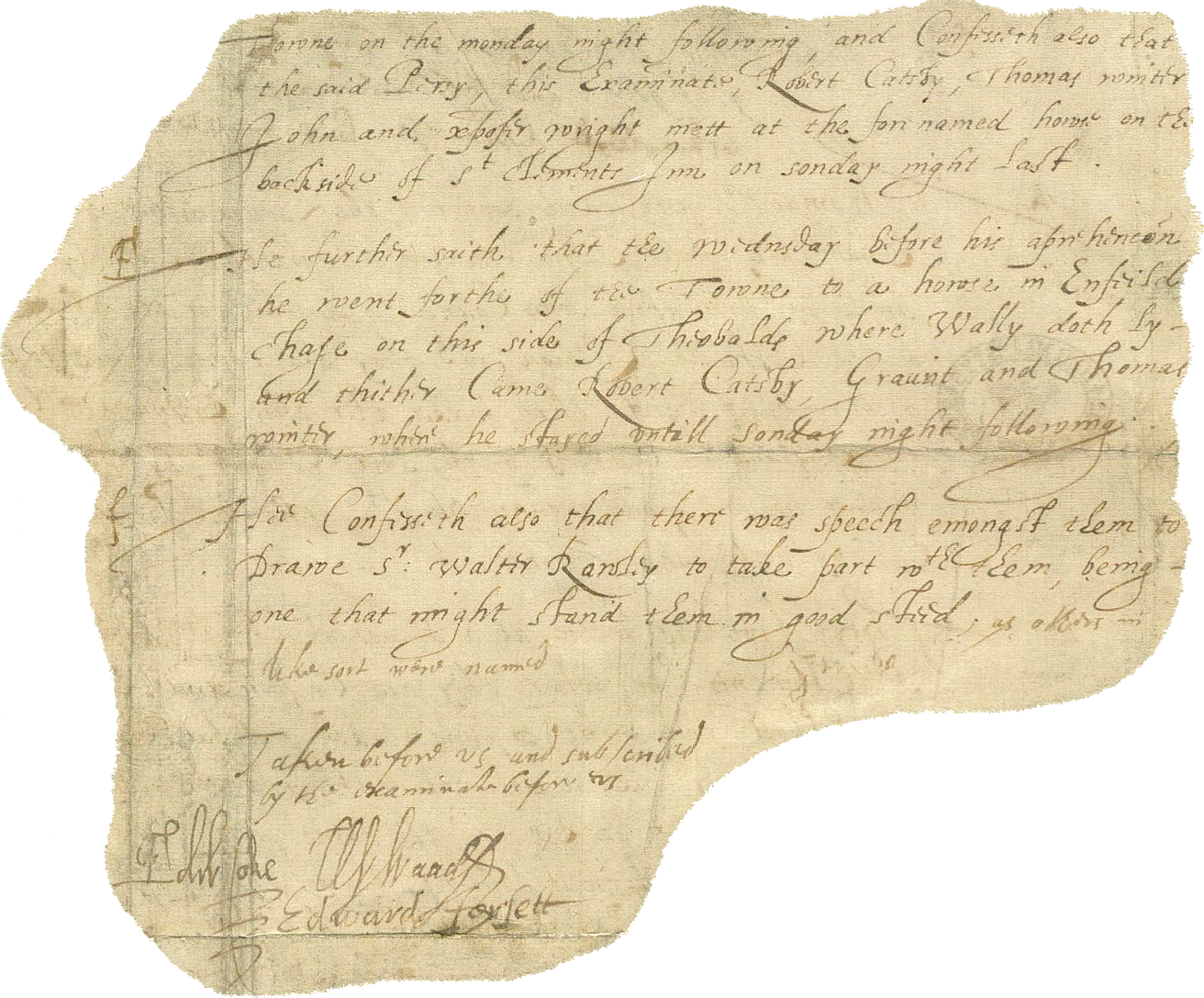
Parte dintr-o mărturisire a lui Guy Fawkes. Semnătura slabă, făcută la scurt timp după tortură, este vag vizibilă sub cuvântul good (dreapta-jos).

Doar două confesiuni au fost tipărite în întregime: mărturisirea lui Fawkes din 8 noiembrie, și cea a lui Wintour din 23 noiembrie. Implicat în conspirație de la început (spre deosebire Fawkes), Wintour a putut oferi informații extrem de valoroase Consiliului Coroanei. Scrisul de pe mărturia lui este aproape sigur al lui însuși, dar semnătura era evident diferită. Wintour se semnase până atunci doar Wintour, dar mărturisirea lui era semnată Winter și, deoarece el fusese împușcat în umăr, mâna sigură care a scris semnătura poate indica o oarecare intervenție a autorităților—sau poate faptul că a scris o versiune mai scurtă a numelui său ca să evite durerea. Mărturisirea lui Wintour nu amintește deloc de fratele său, Robert. Ambele au fost publicate în așa-numita Cartea Regelui, o relatare oficială scrisă în grabă publicată la sfârșitul lunii noiembrie 1605.
Henry Percy, conte de Northumberland, era într-o poziție dificilă. Prânzul servit împreună cu Thomas Percy la 4 noiembrie era o dovadă incriminatoare împotriva lui și, după moartea lui Thomas Percy nu mai era nimeni care să-l poată implica sau exonera. Consiliul Coroanei suspecta că Northumberland urma să fie protectorul prințesei Elisabeta dacă ar fi reușit complotul, dar nu existau suficiente dovezi pentru a-l condamna. Northumberland a rămas în Turn și la 27 iunie 1606 a fost în cele din urmă acuzat de nesupunere. El a fost destituit din toate funcțiile publice, amendat cu 30.000 de lire (aproximativ 5,9 milioane de lire în 2016), și ținut în Turn până în iunie 1621. Lorzii Mordaunt și Stourton au fost judecați în Camera cu Stele⁠(d). Au fost condamnați la închisoare în Turn, unde au rămas până în 1608, când au fost transferați la Închisoarea Fleet⁠(d). Ambii au primit și amenzi mari.
Au mai fost interogate și alte persoane neimplicate în conspirație, dar care cunoșteau sau aveau legături cu conspiratorii. Frații lui Northumberland, Sir Allen și Sir Josceline, au fost arestați. Anthony-Maria Browne, al 2-lea viconte Montagu⁠(d) îl angajase pe Fawkes când era tânăr și se întâlnise cu Catesby pe 29 octombrie, fiind, prin urmare, persoană de interes; el a fost eliberat câteva luni mai târziu. Agnes Wenman provenea dintr-o familie catolică, și era rudă cu Elizabeth Vaux. A fost interogată de două ori, dar acuzațiile au fost retrase. Secretarul lui Percy și, mai târziu, administratorul locuințelor lui Northumberland, Dudley Carleton, închiriase beciul unde se ținuse praful de pușcă și, prin urmare, a fost închis în Turn. Salisbury i-a crezut povestea, și a autorizat eliberarea lui.

### Iezuiții

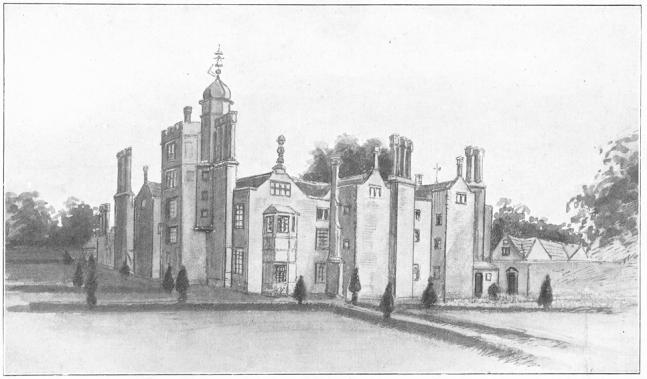
Hindlip Hall din Worcestershire. Clădirea a fost distrusă de un incendiu în anul 1820.

Thomas Bates a mărturisit pe 4 decembrie, furnizând mare parte din informațiile de care avea nevoie Salisbury pentru a lega clerul catolic de complot. Bates a fost prezent la cele mai multe dintre întâlnirile conspiratorilor și, sub interogatoriu, l-a implicat pe părintele Tesimond în complot. Pe 13 ianuarie 1606, el a descris modul în care îi vizitase pe Garnet și Tesimond pe 7 noiembrie pentru a-l informa pe Garnet de eșecul complotului. Bates le-a spus și el anchetatorilor despre drumul lui cu Tesimond la Huddington, înainte ca preotul să-l lase să meargă spre casa familiei Habington din Hindlip Hall, și despre o întâlnire între Garnet, Gerard și Tesimond în octombrie 1605. Aproximativ în același timp, în decembrie, sănătatea lui Tresham a început să se deterioreze. El a fost vizitat în mod regulat de către soția sa, de o asistentă medicală, și de servitorul lui, William Vavasour, care i-a documentat tenesmul⁠(d). Înainte de a muri, Tresham i-a spus și despre implicarea lui Garnet în misiunea din 1603 în Spania dar, în ultimele lui ore, și-a retras unele dintre declarații. Nicăieri în mărturisirea sa nu a menționat scrisoarea lui Monteagle. A murit devreme în dimineața zilei de 23 decembrie, și a fost îngropat în Turn. Cu toate acestea, el a fost condamnat împreună cu ceilalți complotiști, capul i-a fost pus într-o țeapă, fie la Northampton fie la Podul Londrei, și moșiile sale confiscate.
La 15 ianuarie, o proclamație i-a declarat pe părintele Garnet, parintele Gerard, și părintele Greenway (Tesimond) urmăriți. Tesimond și Gerard au reușit să fugă din țară și să-și trăiască zilele în libertate; Garnet nu a fost atât de norocos. Câteva zile mai devreme, pe 9 ianuarie, Robert Wintour și Stephen Littleton au fost capturați. Ascunzătoarea lor de la Hagley⁠(d), casa lui Humphrey Littleton⁠(d) (fratele parlamentarului John Littleton⁠(d), închis pentru trădare în 1601 pentru rolul lui în revolta din Essex) a fost dat de gol de un bucătar, care a devenit suspicios față de cantitatea de alimente trimisă stăpânului său pentru consum. Humphrey a negat prezența celor doi fugari, dar un alt slujitor a condus autoritățile la ascunzătoarea lor. Pe 20 ianuarie, judecătorul local și slujitorii lui au ajuns la Thomas Habington acasă, la Hindlip Hall, pentru a-i aresta pe iezuiți. În ciuda protestelor lui Thomas Habington, aceștia au petrecut următoarele patru zile percheziționându-i casa. Pe 24 ianuarie, de foame, doi preoți au ieșit din ascunzătorile lor și au fost descoperiți. Humphrey Littleton, care scăpase de autoritățile de la Hagley, a ajuns până la Prestwood în Staffordshire înainte de a fi capturat. El a fost închis, și apoi condamnat la moarte, la Worcester. Pe 26 ianuarie, în schimbul vieții, el a spus autorităților unde l-ar putea găsi pe părintele Garnet. Obosit de atâta ascunziș, Garnet, însoțit de un alt preot, a ieșit din ascunzătoarea lui⁠(d) în ziua următoare.

### Procesele

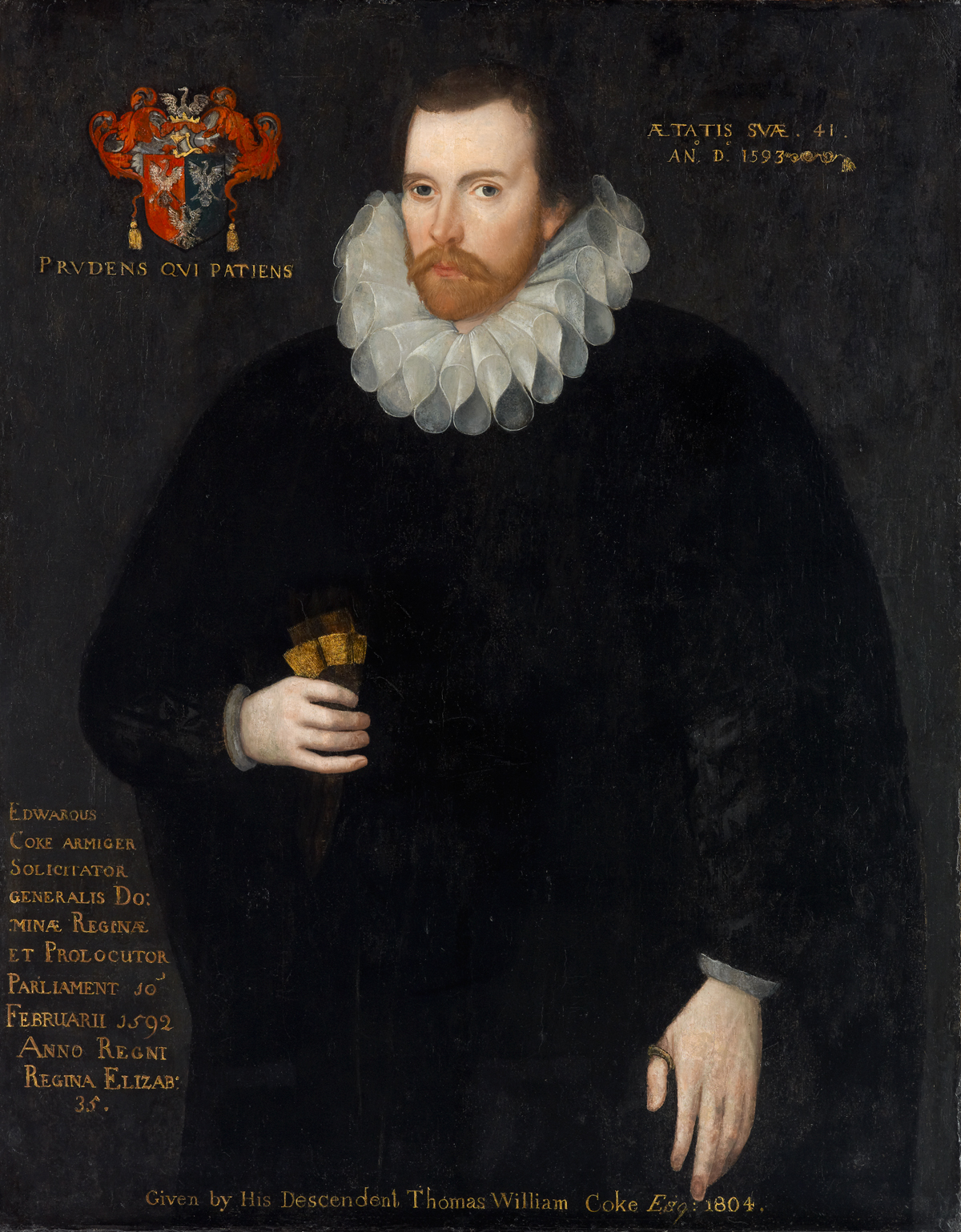
a efectuat interogatoriile celor suspecți de implicare în conspirație.

Printr-o coincidență, în aceeași zi în care a fost găsit Garnet, conspiratorii supraviețuitori au fost judecați în Westminster Hall. Șapte dintre prizonieri au fost luați din Turn cu barca spre Camera cu Stele⁠(d). Bates, care era considerat om de rând, a fost adus de la Închisoarea Gatehouse⁠(d). Unii dintre prizonieri erau deznădăjduiți, dar alții erau nonșalanți, unii chiar fumând tutun. Regele și familia lui, ascunși, au fost printre cei mulți care au urmărit procesul. Comisari prezenți au fost conții de Suffolk, Worcester, Northampton, Devonshire, și Salisbury. Sir John Popham era judecător-șef, Sir Thomas Fleming era lord-baron al instanței Exchequer of Pleas, și doi judecători, Sir Thomas Walmsley și Sir Peter Warburton, au oficiat cu rang inferior. Lista numelor trădătorilor a fost citită cu voce tare, începând cu cele ale preoților: Garnet, Tesimond și Gerard.
Primul care a vorbit a fost speakerul Camerei Comunelor, Sir Edward Philips, care a descris intenția din spatele complotului în detalii sumbre. El a fost urmat de către procurorul general Sir Edward Coke, care a început cu un discurs lung—al cărui conținut fusese puternic influențat de către Salisbury—care a inclus o negare că regele ar fi făcut vreodată vreo promisiune catolicilor. Rolul lui Monteagle în descoperirea complotului a fost salutat, și s-au pus în lumină denunțurile misiunii din Spania din 1603. Protestele lui Fawkes cum că Gerard nu știa nimic de complot au fost omise din alocuțiunea lui Coke. Puterile străine, atunci când erau menționate, primeau respectul cuvenit, dar preoții erau blestemați, comportamentul lor analizat și criticat de câte ori se putea. Nu era pic de îndoială, potrivit lui Coke, că intriga a fost țesută de către iezuiți. Întâlnirea lui Garnet cu Catesby, la care s-a afirmat că primul l-ar fi absolvit pe cel din urmă de orice vină în complot, a fost o dovadă suficientă că iezuiții au jucat un rol central în conspirație; conform lui Coke, complotul prafului de pușcă avea să fie întotdeauna cunoscut ca „Trădarea Iezuită”. Coke a vorbit foarte afectat despre soarta probabilă a reginei și a restului familiei regelui, și despre nevinovații care ar fi fost prinși în explozie.
N-am aflat vreodată de o trădare fără un preot papistaș; dar în asta au fost tare mulți iezuiți, care știm că au umblat și au trecut prin toată făptuirea. 
Fiecare dintre cei condamnați, spunea Coke, trebuie târât cu spatele la moarte, de un cal, cu capul aproape de pământ. A cerut ca ei să fie „duși la moarte la jumătatea drumului dintre cer și pământ, nedemni de niciunul din ele”; organele genitale să le fie tăiate și arse în fața ochilor, și inima și măruntaiele să le fie scoase; după care să fie decapitați și părțile dezmembrate ale trupurilor lor să fie expuse, astfel încât să devină „pradă pentru păsările cerului”. Mărturisirile și declarațiile prizonierilor au fost apoi citite cu voce tare, și în cele din urmă li s-a permis să vorbească. Rookwood a susținut că el a fost atras în complot de Catesby, „pe care l-a iubit mai presus de orice alt om pe lume”. Thomas Wintour a cerut să fie spânzurat și în numele fratelui său, care să fie cruțat. Fawkes și-a explicat pledoaria de nevinovăție prin ignoranța față de unele aspecte ale acuzării. Keyes a părut să-și accepte soarta, Bates și Robert Wintour au implorat milă, și Grant și-a explicat implicarea ca „o conspirație dorită dar niciodată înfăptuită”. Doar Digby, judecat pe un alt rechizitoriu, a pledat vinovat, insistând că regele își renegase promisiunile de toleranță pentru catolici, și că afecțiunea pentru Catesby și dragostea pentru cauza catolică sunt circumstanțe atenuante pentru acțiunile sale. El a cerut moartea de secure și a implorat mila regelui pentru tânăra sa familie. Apărarea lui a fost în zadar; argumentele sale au fost contrazise de către Coke și Northumberland și, împreună cu șapte alți conspiratori, a fost găsit vinovat de înaltă trădare de către juriu. Digby a strigat: „dacă aș putea auzi doar pe unul din măriile voastre spunând că mă iartă, voi merge mai bucuros la moarte.” Răspunsul a fost scurt: „Dumnezeu să te ierte, și o vom face și noi.”

Garnet se poate să fi fost interogat de până la 23 de ori. Răspunsul lui la amenințarea cu patul de tortură a fost „Minare ista pueris [amenințările sunt doar pentru copii]”, și a negat că i-a încurajat pe catolici să se roage pentru succesul „Cauzei Catolice”. Anchetatorii lui au recurs la falsificarea corespondenței între Garnet și alți catolici, dar fără nici un rezultat. Temnicerii i-au permis apoi să vorbească cu un alt preot dintr-o celulă vecină, cineva trăgând cu urechea la fiecare cuvânt. În cele din urmă, Garnet a lăsat să-i scape o informație esențială, că un singur om poate depune mărturie că el știa de complot. Sub tortură, Garnet a recunoscut că auzise de conspirație de la colegul său iezuit Oswald Tesimond, care aflase de ea de la spovedania lui Catesby. Garnet a fost acuzat de înaltă trădare și judecat la Guildhall⁠(d) la 28 martie, într-un proces care a durat de la 8 dimineața până la 7 pm. Potrivit lui Coke, Garnet ar fi fost instigatorul complotului: „are multe daruri și haruri de la natură, de artă învățat, bun vorbitori de limbi și, prin profesie, iezuit și superior⁠(d) căci într-adevăr el este superior față de toți înaintașii săi în diavoleasca trădare, un doctor în prefăcătorie, uzurpare, stricare de țări, înfricoșător de oameni, și stricător.” Garnet a respins toate acuzațiile împotriva lui, și a explicat poziția catolică pe astfel de probleme, dar a fost totuși găsit vinovat și condamnat la moarte.

### Execuțiile

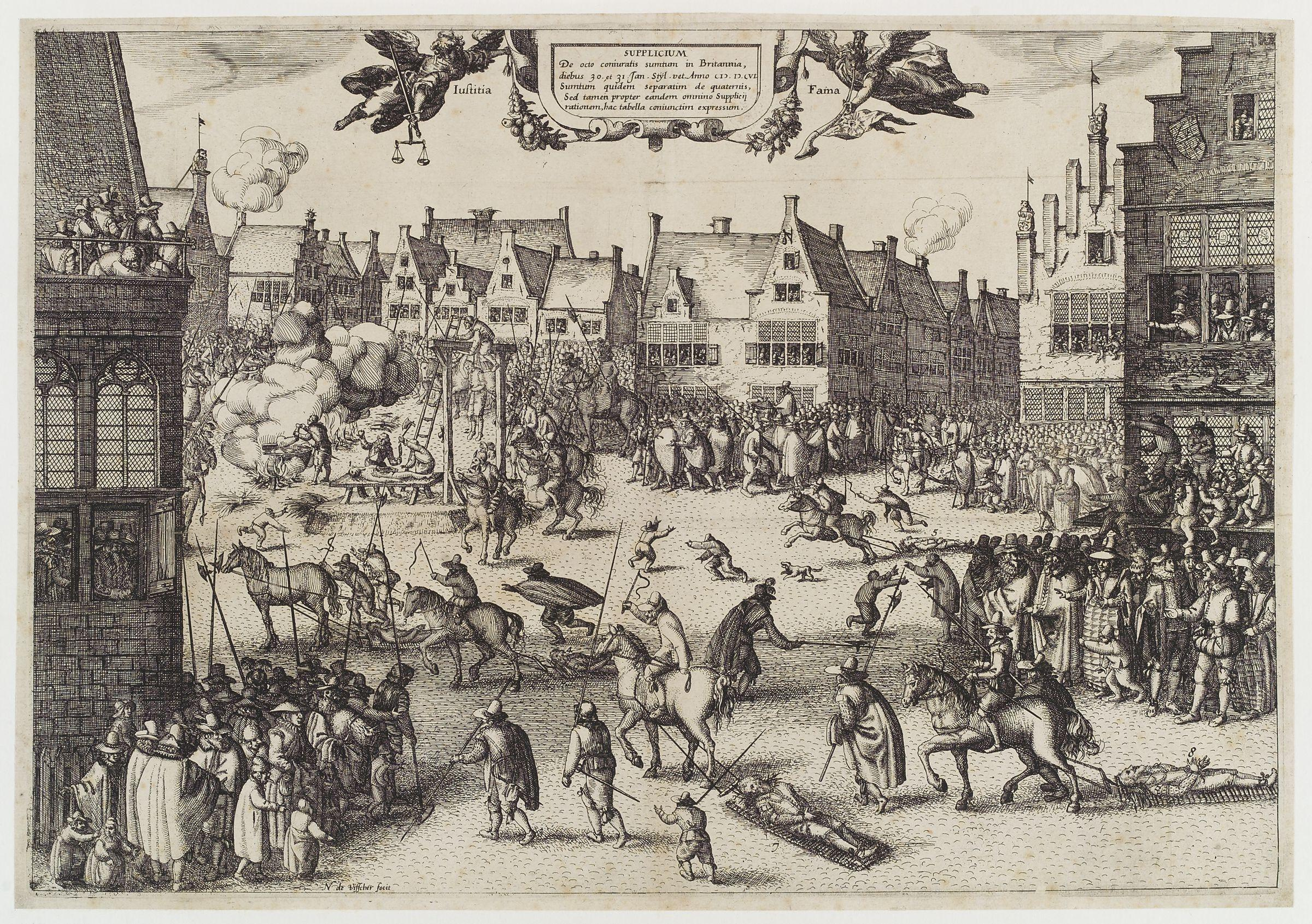
Stampă a execuției complotiștilor prafului de pușcă prin spânzurare, târâre și sfârtecare

Deși Catesby și Percy muriseră înainte de execuție, trupurile lor au fost exhumate și decapitate, iar capetele lor expuse pe piroane în fața Camerei Lorzilor. Într-o zi rece de 30 ianuarie, Everard Digby, Robert Wintour, John Grant și Thomas Bates au fost legați de niște panouri din scândură și târâți pe străzile aglomerate ale Londrei, până la Cimitirul St Paul. Digby, primul care a urcat pe eșafod, a cerut spectatorilor iertare, și a refuzat atenția unui cleric protestant. El a fost dezbrăcat de haine și, îmbrăcat doar în cămașă, a urcat pe scară la ștreang. Lațul i-a fost tăiat repede și, în timp ce încă era pe deplin conștient, a fost castrat, eviscerat, și apoi tăiat în patru, împreună cu ceilalți trei prizonieri. În ziua următoare, Thomas Wintour, Ambrose Rookwood, Robert Keyes, și Guy Fawkes au fost spânzurați, târâți și sfârtecați, vizavi de clădirea pe care plănuiseră să o arunce în aer, în Curtea Palatului Vechi⁠(d) de la Westminster. Keyes nu a așteptat comanda călăului și a sărit în spânzurătoare, dar a supraviețuit căderii și a fost dus pe masa de sfârtecare. Deși slăbit de tortură, Fawkes a reușit să sară la spânzurătoare și să-și rupă gâtul, evitând astfel agonia îngrozitoare a ultimei părți a execuției.
Steven Littleton a fost executat la Stafford. Vărul lui, Humphrey, în ciuda cooperării cu autoritățile, și-a găsit sfârșitul la Red Hill⁠(d), lângă Worcester. Execuția lui Henry Garnet a avut loc pe 3 mai 1606.

## Urmări
Libertăți religioase mai mari pentru romano-catolici părea deja un deziderat puțin probabil în 1604, dar descoperirea unei atât de ample conspirații, capturarea celor implicați, și procesele ulterioare, au făcut Parlamentul să ia în considerare introducerea unei noi legislații anticatolice. În vara anului 1606, legile împotriva recuzanței au fost consolidate; Legea Recuzanților Papistași întorcând Anglia la sistemul elisabetan de amenzi și restricții, a introdus un test sacramental și un jurământ de credință, impunând catolicilor să se lepede ca de o „erezie” de doctrina că „este permisă detronarea sau asasinarea principilor excomunicați de către Papă”. Emanciparea Catolicilor a trebuit să mai aștepte 200 de ani, dar mulți catolici importanți și loiali și-au păstrat funcțiile înalte în timpul regelui Iacob I. Deși nu a existat nicio „epocă de aur” a „toleranței” catolicilor, la care spera părintele Garnet, domnia lui Iacob a fost totuși o perioadă de relativă indulgență pentru catolici, și puțini au fost trași la răspundere penală.
Dramaturgul William Shakespeare folosise deja istoria familiei lui Northumberland în seria de piese despre Henric al IV-lea⁠(d), iar evenimentele complotului prafului de pușcă par a fi prezentate în Macbeth, scrisă cândva între 1603 și 1607, alături de conspirația Gowrie, anterioară lor. Interesul față de demonologie a fost sporit de complotul prafului de pușcă. Regele intrase în marea dezbatere a vremii despre puterile-din-alte-lumi, scriind Daemonology în 1597, înainte de a-și începe domnia în Anglia, pe lângă Scoția. Inversiuni în versuri ca „binele e rău și răul e bine” erau folosite frecvent, și o altă posibilă trimitere la complot se leagă de folosirea echivocării; Un tratat de echivocare scris de Garnett a fost găsit asupra unuia dintre complotiști. Un alt scriitor influențat de complot a fost John Milton, care în 1626 a scris ceea ce un comentator avea să numească o „poezie critic vexantă”, In Quintum Novembris. Reflectând „sentimentul public partizan asupra unei sărbători naționale anglo-protestante”, în edițiile publicate în 1645 și 1673, poezia este precedată de cinci epigrame pe tema complotului prafului de pușcă, aparent scrise de Milton pentru o lucrare mai mare. Complotul a influențat și lucrarea sa ulterioară, Paradisul pierdut.
Mulți ani, complotul prafului de pușcă a fost comemorat prin predici speciale și alte acte publice, cum ar fi bătutul clopotelor bisericilor. Aceasta s-a adăugat la un calendar din ce în ce mai complet de sărbători protestante care au contribuit la viața națională și religioasă din Anglia secolului al XVII-lea, și a evoluat în Noaptea Focurilor de Tabără de astăzi. În What If the Gunpowder Plot Had Succeeded?, istoricul Ronald Hutton⁠(d) s-a gândit ce evenimente ar fi urmat după îndeplinirea cu succes a conspirației, și distrugerea Camerei Lorzilor și a celor din interior. El a concluzionat că ar fi urmat o reacție severă împotriva catolicilor și că, în lipsa asistenței externe, succesul rebeliunii era puțin probabil deoarece, în ciuda diferitelor convingeri religioase, majoritatea englezilor erau loiali instituției monarhiei. Anglia ar fi putut deveni o „monarhie absolută puritană”, așa cum „erau în Suedia, Danemarca, Saxonia și Prusia în secolul al XVII-lea”, în loc să urmeze calea reformelor parlamentare și civile care au avut loc.

### Acuzațiile de conspirație de stat
La acea dată, mulți credeau că Salisbury a fost implicat în complot pentru a câștiga favorurile regelui și a adopta legi anticatolice mai dure. Astfel de teorii ale conspirației susțineau că Salisbury fie a inventat intriga, fie doar i-a permis să se desfășoare după ce agenții lui s-au infiltrat, în scopuri de propagandă. Complotul Papistaș din 1678 a stârnit un nou interes față de complotul prafului de pușcă, rezultatul fiind o carte de Thomas Barlow⁠(d), episcop de Lincoln, în care se respingea „o presupunere îndrăzneață și lipsită de temei că toate acestea au fost o urzeală a secretarului Cecil”.
În 1897, părintele John Gerard de la Stonyhurst College⁠(d), care purta numele lui John Gerard⁠(d) (care, după descoperirea complotului, a evitat capturarea), a scris o relatare intitulată Ce a fost complotul prafului de pușcă?, sugerând vinovăția lui Salisbury. În acel an, Samuel Gardiner a publicat o replică în care susținea că Gerard a mers prea departe în încercarea de a „șterge ocara” pe care complotul a adus-o asupra multor generații de catolici englezi. Gardiner îl prezenta pe Salisbury ca vinovat de nimic mai mult decât de oportunism. Încercările ulterioare de a dovedi implicarea lui Salisbury, cum ar fi lucrarea lui Francis Edwards din 1969 Guy Fawkes: adevărata poveste de complotul prafului de pușcă?, au eșuat în mod similar din lipsă de dovezi clare.
Beciurile de sub Palatul Parlamentului au continuat să fie închiriate unor persoane fizice până în 1678, când s-a aflat de un nou complot papistaș. De atunci, s-a considerat prudent să se facă percheziții pe timp de zi, înainte de fiecare ședință de deschidere a lucrărilor Parlamentului, ritual care se păstrează și în ziua de azi.

### Noaptea focurilor de tabără

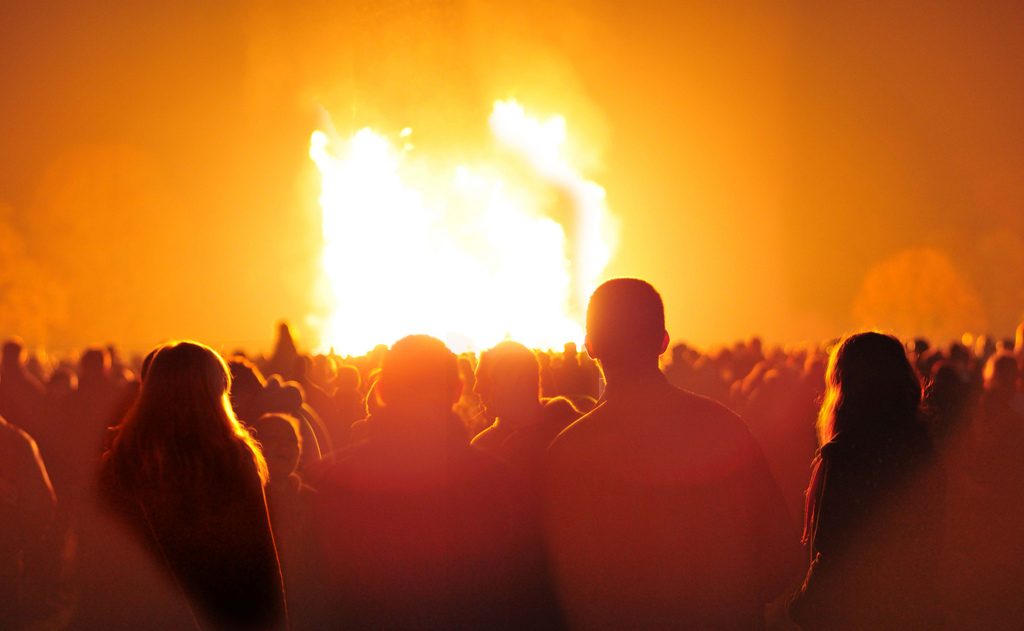
În Marea Britanie se aprind focuri de tabără în fiecare zi de 5 noiembrie pentru a comemora eșecul complotului.

În ianuarie 1606, în timpul primei ședințe a Parlamentului de după complot, s-a adoptat Legea pentru Comemorarea Zilei 5 Noiembrie 1605, prin care slujbele și predicile anuale de comemorare a evenimentului au devenit o caracteristică a vieții engleze; legea a rămas în vigoare până în 1859. Tradiția marcării zilei cu bătutul clopotelor bisericilor și cu focuri de tabără a început imediat după ce s-a descoperit complotul, și în unele din primele sărbătoriri s-au inclus și focuri de artificii. În Marea Britanie, 5 noiembrie este numită și Noaptea Focurilor de Tabără, Noaptea Focurilor de Artificii, sau Noaptea Guy Fawkes.
Remember, remember,

The Fifth of November,

Gunpowder treason and plot;

For I see no reason

Why Gunpowder Treason

Should ever be forgot.
În Marea Britanie, a rămas obiceiul ca în jurul datei de 5 noiembrie, să se organizeze spectacole cu focuri de artificii. În mod tradițional, în săptămânile dinaintea datei de 5, copii fac guys—efigii, chipurile, ale lui Fawkes—de obicei, realizate din haine vechi umplute cu ziare, și echipate cu o masca grotescă, pentru a fi arse pe 5 noiembrie în focul de tabără. Acești guys sunt expuși pe străzi pentru a colecta bani pentru focurile de artificii, deși acest obicei se practică mai rar. Cuvantul guy din limba engleză a ajuns în secolul al XIX-lea să însemne „om îmbrăcat fistichiu” iar din secolul al XX-lea a ajuns un termen familiar care se referă la orice persoană de sex masculin.
Focurile de artificii și focurile de tabără de 5 noiembrie sunt o practică comună în toată Marea Britanie, în marile manifestări publice și în grădini private. În unele zone, în special în Sussex, există ample procesiuni, mari focuri de tabără și focuri de artificii organizate de către societăți locale special înființate, cele mai elaborate având loc la Lewes.
Conform biografei Esther Forbes⁠(d), Ziua Guy Fawkes era o sărbătoare foarte populară în coloniile americane prerevoluționare. În Boston, sărbătoarea căpăta conotații antiautoritare, și de multe ori a devenit atât de periculoasă că mulți oameni nu mai ieșeau din case în acea zi.

### Reconstituirea exploziei

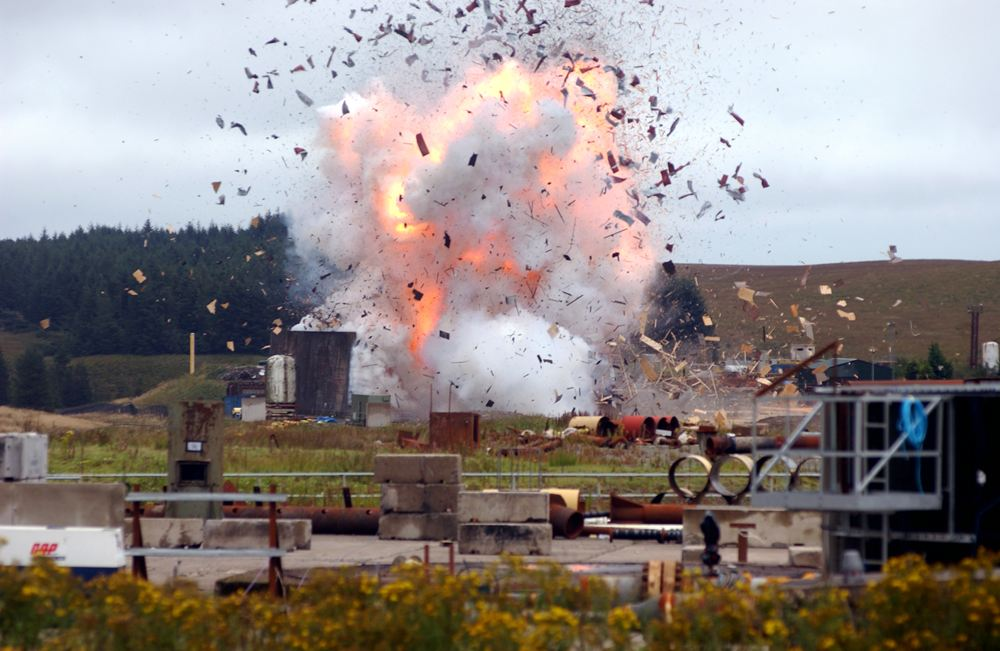
O fotografie a exploziei, imediat după detonare

În emisiunea din 2005 difuzată de ITV și intitulată Complotul prafului de pușcă: explozia legendei, s-a construit o replică în mărime naturală a Camerei Lorzilor, pentru a fi distrusă cu butoaie de praf de pușcă. Experimentul a fost realizat pe poligonul de testare Advantica Spadeadam, și a demonstrat că, dacă praful de pușcă era în bună stare, explozia i-ar fi ucis pe toți cei din clădire. Puterea exploziei a fost atât de mare încât ziduri interioare de beton cu grosimea de 2,1 m (care replicau felul în care rezultă din arhive că erau construiți pereții vechii Camere a Lorzilor) au fost reduse la ruine. Dispozitivele de măsurare introduse în cameră pentru a calcula forța exploziei au fost și ele distruse de explozie; craniul manechinului reprezentându-l pe regele Iacob, care a fost plasat pe un tron în interiorul camerei, înconjurat de curteni, peeri și episcopi, a fost găsit la o distanță considerabilă de acea poziție. Potrivit constatărilor programului, pe o rază de 100 m, nimeni  nu ar fi supraviețuit exploziei, și toate vitraliile Abației Westminster ar fi fost spulberate, precum și ferestrele din imediata apropiere a Palatului. Explozia ar fi fost văzută de la kilometri distanță, și auzită de și mai departe. Chiar dacă numai jumătate din praful de pușcă ar fi detonat, toți cei din Camera Lorzilor și din împrejurimi ar fi murit pe loc.
Programul a și infirmat supozițiile că o oarecare deteriorare a calității prafului de pușcă ar fi împiedicat explozia. Niște praf de pușcă deliberat deteriorat, de calitate suficient de scăzută încât nu putea fi folosit la arme de foc, a fost pus într-o grămadă și aprins, dar a reușit totuși să producă o explozie mare. Impactul prafului de pușcă, chiar deteriorat, ar fi fost amplificat prin izolarea acestuia în butoaie de lemn, ceea ce compensa calitatea conținutului. Compresia ar fi creat un efect de tun, suflul exploziei plecând mai întâi prin partea de sus a butoiului, înainte ca, o milisecundă mai târziu, să rupă doagele și să se disipeze în toate direcțiile. Calculele au arătat că Fawkes, care era priceput la mânuirea prafului de pușcă, a adus dublul cantității necesare.
Este posibil ca o parte din praful de pușcă păzit de Fawkes să se fi păstrat până astăzi. În martie 2002, persoanele care catalogau arhivele memorialistului John Evelyn⁠(d), la British Library, au găsit o cutie care conține mai multe eșantioane de praf de pușcă, inclusiv un baton comprimat cu o notă scrisă de mână de Evelyn, care atestă că aceasta ar fi aparținut lui Guy Fawkes. O altă notă, scrisă în secolul al XIX-lea, confirmă această proveniență, deși în 1952 documentul a căpătat un nou comentariu: „dar nu mai era deloc!”